# Evropská unie
Evropská unie (EU) je nadnárodní politická a ekonomická unie 27 členských států, které se nacházejí především v Evropě. Na ploše 4,2 milionu km2 žije přibližně 449 milionů obyvatel, což odpovídá 5,5 % světové populace. De facto hlavním městem je belgický Brusel, hlavní instituce sídlí dále ve Frankfurtu nad Mohanem (Německo), Lucemburku (Lucembursko) a Štrasburku (Francie). Evropská unie má 24 úředních jazyků. 
Evropská unie vznikla spolu se svým občanstvím, když v roce 1993 vstoupila v platnost Maastrichtská smlouva a když po přijetí Lisabonské smlouvy v roce 2009 byla začleněna jako mezinárodní právnická osoba. Její počátky lze vysledovat u států vnitřní šestky (Belgie, Francie, Itálie, Lucembursko, Nizozemsko a Západní Německo) na počátku moderní evropské integrace v roce 1948 a u Západní unie, Mezinárodního úřadu pro Porúří, Evropského společenství uhlí a oceli, Evropského hospodářského společenství a Evropského společenství pro atomovou energii, které byly založeny smlouvami. Tyto stále více slučované orgány se spolu se svým právním nástupcem EU rozrůstaly jak co do velikosti díky přistoupení dalších 22 států v letech 1973–2013, tak co do pravomocí díky akvizicím oblastí politiky. Spojené království se stalo prozatím jediným členským státem, který v roce 2020 z EU vystoupilo; deset zemí usiluje o vstup do EU nebo o něm jedná.
Unie je často popisována jako politický útvar sui generis, který v sobě spojuje charakteristiky federace i konfederace. Zákonodárnými orgány jsou Rada a Parlament. Členské státy EU vytvořily v roce 2024 nominální hrubý domácí produkt (HDP) ve výši přibližně 17,9 bilionu eur, což představuje přibližně jednu šestinu celosvětového nominálního HDP. Její základní kámen, celní unie, připravil půdu pro vytvoření jednotného vnitřního trhu založeného na standardizovaném právním rámci a právních předpisech, které platí ve všech členských státech v těch záležitostech a pouze v těch záležitostech, kde se státy dohodly, že budou jednat jednotně. Cílem politik EU je zajistit volný pohyb osob, zboží, služeb a kapitálu v rámci vnitřního trhu, přijímat právní předpisy v oblasti spravedlnosti a vnitřních věcí a zachovávat společné politiky v oblasti obchodu, zemědělství, rybolovu a regionálního rozvoje. Pro cestování v rámci schengenského prostoru byly zrušeny pasové kontroly. Eurozóna je skupina 20 členských států EU, které plně zavedly hospodářskou a měnovou unii a používají měnu euro. Prostřednictvím společné zahraniční a bezpečnostní politiky si Evropská unie vytvořila roli v oblasti vnějších vztahů a obrany. V roce 2012 byla EU udělena Nobelova cena míru. Udržuje stálé diplomatické mise po celém světě a zastupuje se v Organizaci spojených národů, Světové obchodní organizaci, G7 a G20. Vzhledem ke svému globálnímu vlivu je Evropská unie některými vědci označována za vznikající supervelmoc.

## Fungování
Evropská unie je založena na Smlouvě o Evropské unii a na Smlouvě o fungování Evropské unie, které uzavřely členské státy a kterými na Unii přenesly některé své pravomoci za účelem dosažení společných cílů. Podle čl. 3 Smlouvy o EU je cílem Unie podporovat mír, své hodnoty (viz. čl. 2) a blahobyt obyvatel. Unie zejména poskytuje svým občanům prostor svobody, bezpečnosti a práva bez vnitřních hranic, ve kterém je zaručen volný pohyb osob. Vytváří vnitřní trh a usiluje o udržitelný rozvoj Evropy, založený na vyváženém hospodářském růstu a vysoce konkurenceschopném sociálně tržním hospodářství a ochraně životního prostředí. Podporuje vědecký a technický pokrok a bojuje proti sociálnímu vyloučení. Mezi cíle dále patří podpora hospodářské, sociální a územní soudržnosti a solidarity mezi členskými státy. Unie vytváří hospodářskou a měnovou unii, jejíž měnou je euro. Ve svých vztazích s okolním světem Unie zastává a podporuje své hodnoty a zájmy a přispívá k ochraně vlastních občanů. Dle smlouvy přispívá k míru, bezpečnosti, udržitelnému rozvoji planety, volnému a spravedlivému obchodování, vymýcení chudoby, ochraně lidských práv a k dodržování a rozvoji mezinárodního práva.

## Dějiny

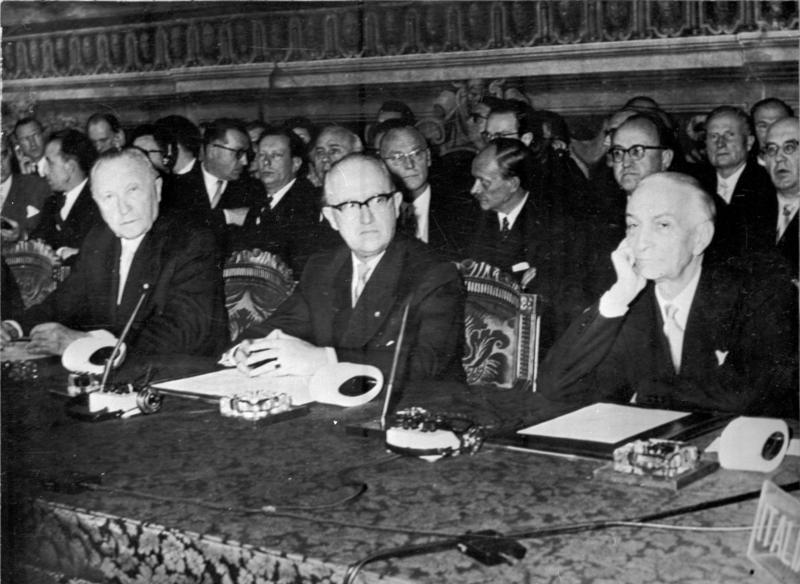
Konrad Adenauer, Walter Hallstein a Antonio Segni při podpisu Římských smluv 25. března 1957

Ve snaze o prevenci hrůz druhé světové války, ale také jako prostředek dohledu nad dalším případným německým zbrojením, uzavřelo šest západoevropských států v dubnu 1951 Pařížskou instituční smlouvu, která založila Evropské společenství uhlí a oceli (Montánní unie, ESUO). Tato dohoda vstoupila v platnost v roce 1952. Právě uhlí a ocel byly považovány za hlavní strategické suroviny té doby. Základem této smlouvy byl tzv. Schumanův plán, který 9. května 1950 předložil francouzský ministr zahraničních věcí Robert Schuman.
V březnu 1957 pak tyto státy uzavřely další – tzv. Římské smlouvy, kterými s platností od 1. ledna 1958 vzniklo Evropské hospodářské společenství (EHS) a Evropské společenství pro atomovou energii (Euratom). Jelikož se koncepce nadstátního řízení osvědčila v rámci činnosti ESUO, byl stejný model zvolen i pro práci v nově vzniklých organizacích.
Po 1. červenci 1967 se po sloučení tří společenství (ESUO, EHS a Euratom) začalo hovořit o Evropských společenstvích (ES). Počátkem sedmdesátých let, v době ropné krize, se ES poprvé rozšiřují. K Spolkové republice Německo (SRN), Francii, Itálii, Belgii, Lucembursku a Nizozemsku se k 1. lednu 1973 přidalo Spojené království, Irsko a Dánsko. Desátým členem je od 1. ledna 1981 Řecko a k 1. lednu 1986 přistoupilo Španělsko a Portugalsko. V roce 1985 ovšem Evropské společenství opustilo Grónsko, které si odchod odhlasovalo v referendu v roce 1982.
Jednotný evropský akt (JEA; podepsán 1986, v platnost vstoupil 1987), jehož východiskem byla Bílá kniha Komise specifikující přibližně tři sta opatření směřujících k zajištění jednotného vnitřního trhu, znamenal změnu strategie a přístupu k harmonizaci práva. Ve stejné době, ačkoliv odlišnou formou, a to prostřednictvím mezinárodní smlouvy, se Francie, SRN, Belgie, Nizozemsko a Lucembursko rozhodli řešit otázku fyzického uvolnění pohybu zboží a služeb. V roce 1985 tak byla přijata Schengenská dohoda o postupném odstraňování kontrol na společných hranicích. V roce 1990 byla podepsána i druhá Schengenská dohoda (Schengenská prováděcí úmluva), jež vstoupila v platnost v roce 1995. Tyto dvě dohody a jejich další prováděcí předpisy jsou souhrnně označovány za Schengenské acquis. Byl tak vytvořen Schengenský prostor, v němž se zboží a osoby mohou pohybovat v zásadě bez omezení.
Maastrichtská smlouva oficiálně zavedla pojem Evropská unie pro zastřešení tří Společenství bez založení její právní subjektivity a zavedla tři pilíře EU – první pilíř zahrnoval otázky komunitární mající v zásadě vztah ke třem Společenstvím, druhý pilíř představoval společnou zahraniční a bezpečnostní politiku a třetí policejní a justiční spolupráci. Druhý a třetí pilíř byly nekomunitární, což znamenalo, že komunitární orgány v těchto oblastech nemohly přijímat sekundární právo. Pilířová struktura EU zanikla účinností Lisabonské smlouvy. Maastrichtská smlouva nastavila novou proceduru přijímání předpisů, spolurozhodování, zavedla nové politiky a institut občanství EU. Přinesla také změnu do fungování EHS, když došlo k vypuštění slova hospodářské.
V roce 1995 došlo k rozšíření EU o Rakousko, Finsko a Švédsko.

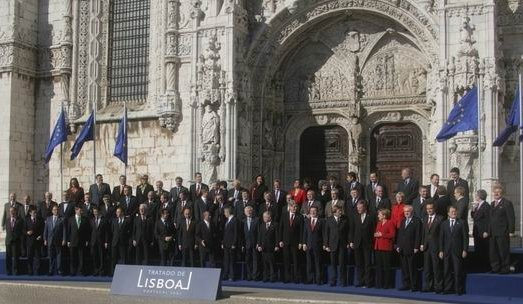
Angela Merkelová, Jean-Claude Juncker, Mirek Topolánek a další vedoucí představitelé států v Lisabonu při dojednání Lisabonské smlouvy v prosinci 2007

Proces postupoval dál, a tak byla v červenci 1997 uzavřena Amsterodamská smlouva, která tzv. Schengenské acquis začlenila do práva EU, posílila pravomoci Evropského parlamentu, zavedla princip flexibility a ze třetího pilíře do prvního přesunula oblast justiční spolupráce v civilních věcech. Vznikl tak Evropský justiční prostor v civilních otázkách jako základ pozdějšího prostoru svobody, bezpečnosti a spravedlnosti.
S ohledem na blížící se přistoupení dalších států byla přijata Smlouva z Nice (2001), která měla přizpůsobit instituce EU novému počtu členů. Předpokládalo se snížení počtu komisařů, posílení pozic větších států, rozšíření oblastí rozhodovaných kvalifikovanou většinou.
Všechny předchozí smlouvy měla nahradit Smlouva o Ústavě pro Evropu. Ta počítala s nahrazením Evropského společenství Evropskou unií, jež by měla právní subjektivitu. Smlouva o Ústavě pro Evropu měla státoprávní charakter: počítala se zavedením termínů blízkých vnitrostátnímu právu (zákony, rámcové zákony) a vytvořením funkcí typických pro stát (prezident). Smlouva byla však odmítnuta referendy ve Francii a Nizozemsku.
Následně byla připravena nová smlouva – Lisabonská, jejímž základem byla právě odmítnutá Smlouva o Ústavě pro Evropu. Lisabonská smlouva je další novelizační smlouvou, stejně jako i Jednotný evropský akt, Maastrichtská smlouva, Amsterodamská smlouva a Smlouva z Nice. Lisabonská smlouva změnila obsah Smlouvy o Evropské unii a Smlouvy o založení Evropského společenství, jež byla přejmenována na Smlouvu o fungování Evropské unie. Evropské společenství přestalo existovat – právním nástupcem je EU. Z bývalých tří společenství zůstal již jen Euratom, neboť ESUO zaniklo v roce 2002, kdy uplynulo padesátileté období, pro které bylo Pařížskou smlouvou ustanoveno.
V roce 2016 si v referendu 51,89 % britských hlasujících zvolilo odchod Spojeného království z Evropské unie (tzv. brexit). Následně britská vláda započala proces vyjednávání odluky Spojeného království od EU, který měl dle původních plánů vyvrcholit 29. března 2019 vystoupením země ze struktur EU. Spojené království nakonec vystoupilo z Evropské unie k 31. lednu 2020.

## Vývoj smluv Evropské unie
| Podpis Platnost Smlouvy   | 1948 Brusel                                             | 1951 1952 Pařížská        | 1954 1955 Paříž. doh.                     | 1957 1958 Římské                          | 1965 1967 Slučovací                                       | 1975 TREVI                                         | 1985 Schengenská                                   | 1986 1987 JEA                                      | 1992 1993 Maastrichtská                            | 1992 1993 Maastrichtská | 1997 1999 Amsterodamská | 2001 2003 Niceská  | 2007 2009 Lisabonská | 2007 2009 Lisabonská |  |  |  |  |  |  |  |  |
|                           |                                                         |                           |                                           |                                           |                                                           |                                                    |                                                    |                                                    |                                                    |                         |                         |                    |                      |                      |  |  |  |  |  |  |  |  |
| Tři pilíře Evropské unie: |                                                         |                           |                                           |                                           |                                                           |                                                    |                                                    |                                                    |                                                    |                         |                         |                    |                      |                      |  |  |  |  |  |  |  |  |
| Evropská společenství:    |                                                         |                           |                                           |                                           |                                                           |                                                    |                                                    |                                                    |                                                    |                         |                         |                    |                      |                      |  |  |  |  |  |  |  |  |
|                           | Evropské společenství pro atomovou energii (EURATOM)    |                           |                                           |                                           |                                                           |                                                    |                                                    |                                                    |                                                    |                         |                         |                    |                      |                      |  |  |  |  |  |  |  |  |
|                           |                                                         |                           | Evropské společenství uhlí a oceli (ESUO) | Evropské společenství uhlí a oceli (ESUO) | Evropské společenství uhlí a oceli (ESUO)                 | Evropské společenství uhlí a oceli (ESUO)          | Smlouva vypršela v roce 2002                       | Smlouva vypršela v roce 2002                       | Smlouva vypršela v roce 2002                       |                         | Evropská unie (EU)      | Evropská unie (EU) |                      |                      |  |  |  |  |  |  |  |  |
|                           |                                                         |                           | Evropské hospodářské společenství (EHS)   |                                           |                                                           |                                                    |                                                    |                                                    |                                                    |                         | Evropská unie (EU)      | Evropská unie (EU) |                      |                      |  |  |  |  |  |  |  |  |
|                           |                                                         |                           |                                           | Schengenská smlouva                       |                                                           |                                                    | Evropské společenství (ES)                         | Evropské společenství (ES)                         |                                                    |                         | Evropská unie (EU)      | Evropská unie (EU) |                      |                      |  |  |  |  |  |  |  |  |
|                           |                                                         | TREVI                     | TREVI                                     | TREVI                                     | Spolupráce v oblasti spravedlnosti a vnitřních věcí (SVV) |                                                    | Evropské společenství (ES)                         | Evropské společenství (ES)                         |                                                    |                         | Evropská unie (EU)      | Evropská unie (EU) |                      |                      |  |  |  |  |  |  |  |  |
|                           | Policejní a soudní spolupráce v trestních věcech (PJCC) | TREVI                     | TREVI                                     | TREVI                                     | Spolupráce v oblasti spravedlnosti a vnitřních věcí (SVV) |                                                    |                                                    |                                                    |                                                    |                         | Evropská unie (EU)      | Evropská unie (EU) |                      |                      |  |  |  |  |  |  |  |  |
|                           |                                                         |                           |                                           |                                           | Evropská politická spolupráce (EPS)                       | Společná zahraniční a bezpečnostní politika (SZBP) | Společná zahraniční a bezpečnostní politika (SZBP) | Společná zahraniční a bezpečnostní politika (SZBP) | Společná zahraniční a bezpečnostní politika (SZBP) |                         | Evropská unie (EU)      | Evropská unie (EU) |                      |                      |  |  |  |  |  |  |  |  |
| Bruselský pakt            | Bruselský pakt                                          | Západoevropská unie (ZEU) | Západoevropská unie (ZEU)                 | Západoevropská unie (ZEU)                 | Západoevropská unie (ZEU)                                 | Západoevropská unie (ZEU)                          | Západoevropská unie (ZEU)                          |                                                    |                                                    |                         |                         | Evropská unie (EU) |                      |                      |  |  |  |  |  |  |  |  |
| Bruselský pakt            | Bruselský pakt                                          | Západoevropská unie (ZEU) | Západoevropská unie (ZEU)                 | Západoevropská unie (ZEU)                 | Západoevropská unie (ZEU)                                 | Západoevropská unie (ZEU)                          | Západoevropská unie (ZEU)                          | Smlouva vypršela v roce 2011                       |                                                    |                         |                         |                    |                      |                      |  |  |  |  |  |  |  |  |
|                           |                                                         |                           |                                           |                                           |                                                           |                                                    |                                                    |                                                    |                                                    |                         |                         | z • d • e          |                      |                      |  |  |  |  |  |  |  |  |

## Geografie

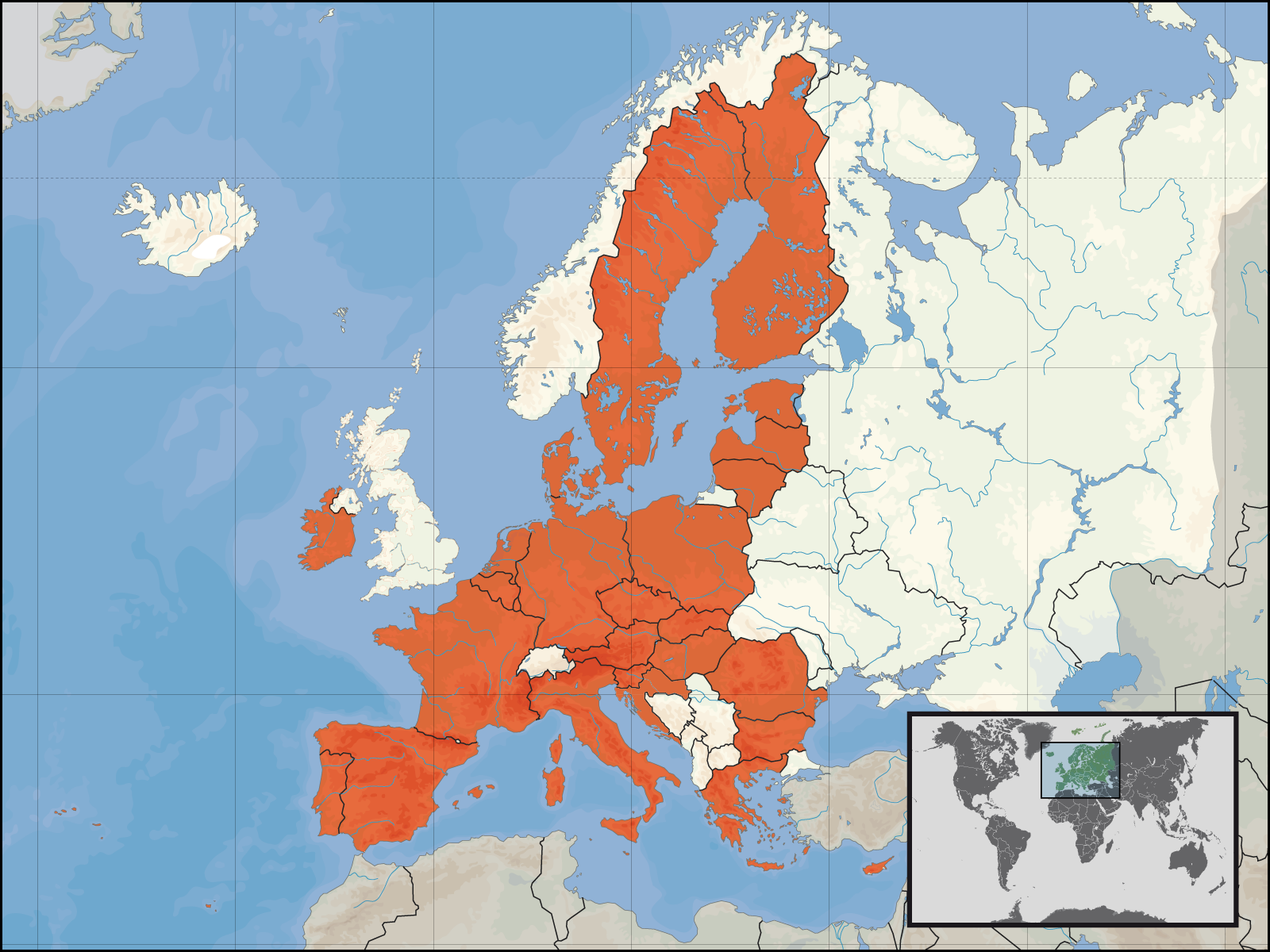
Evropská unie k 1. únoru 2020 (oranžově)

Evropská unie zasahuje na území o rozloze přibližně 4,25 mil. km², jež ohraničuje na severovýchodě Finsko, na jihovýchodě Kypr, na jihozápadě Portugalsko a na severozápadě Irsko. Součástí Evropské unie jsou i četná zámořská území a závislá území (španělské Kanárské ostrovy, Ceuta a Melilla; za Portugalsko Azory a Madeira a francouzská území Réunion, Francouzská Guyana, Martinik, Guadeloupe, Mayotte, Saint-Martin), zatímco jindy nejsou území přidružená k členským států součástí EU (například Grónsko, Aruba, Curaçao, Sint Maarten, Karibské Nizozemsko, Svatý Bartoloměj, Francouzská Polynésie, Wallis a Futuna či Nová Kaledonie) a mají status přidruženého území.

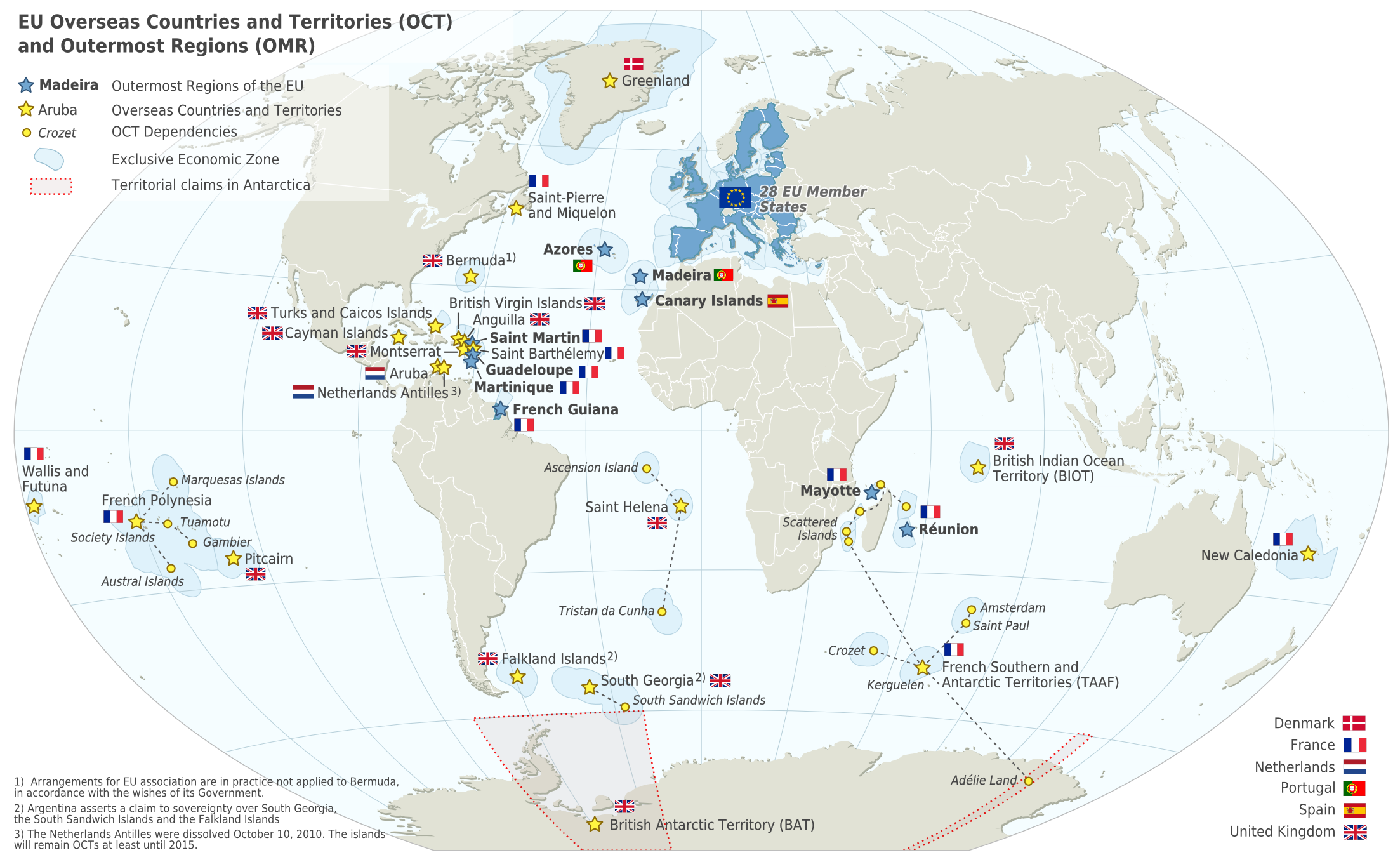
Oblasti EU se zvláštním statusem

Kromě toho je k Evropské unii řada území asociovaných, existují také území pod správou členských států Evropské unie, které do EU nepatří a podobně, viz Oblasti EU se zvláštním statusem (především v oblasti Karibiku a Pacifiku).
Nejvyšší hora na území Unie je Mont Blanc (4808 m) na hranici Francie a Itálie (kdyby do EU vstoupilo Turecko, stal by se nejvyšší horou Ararat s 5166 m). Vänern na jihu Švédska je s plochou 5650 km² jezerem s největší rozlohou povrchu a zároveň s objemem 153 km³ jezerem s největším objemem. Nejdelší řeka EU je Dunaj (2850 km, pramení v německém pohoří Schwarzwald a ústí do Černého moře u rumunsko-ukrajinských hranic).
EU leží převážně v mírném klimatickém pásmu, severní oblasti Finska spadají do subarktického pásma a Středomoří do pásma subtropického. Jednotlivé země EU mají rozmanité klimatické podmínky. Například v Helsinkách je průměrná teplota v lednu −5,6 °C a v červenci 17,8 °C, naproti tomu na Maltě je průměrná teplota v lednu 12,8 °C a v červenci 25,6 °C.

### Členské státy

Rozšiřování Evropské unie

Při prvních rozšířeních evropských společenství nebyla stanovena žádná kritéria, která by noví členové museli splnit (kromě obecných podmínek stanovených v zakládacích smlouvách). Situace zemí střední a východní Evropy se značně odlišovala od předchozích přistupujících zemí, Evropská rada proto v červnu 1993 v Kodani určila obecné závazné podmínky, tzv. Kodaňská kritéria:
1. politická kritéria: kandidátská země musí mít stabilní instituce zajišťující demokracii, právní stát, dodržování lidských práv a práv menšin
2. ekonomická kritéria: země musí mít fungující tržní ekonomiku schopnou se vypořádat s konkurenčními tlaky uvnitř Unie
3. kritérium přijetí acquis communautaire: země musí být schopná přijmout závazky vyplývající z členství, včetně cílů politické, hospodářské a měnové unie

Evropská unie měla do 31. ledna 2020 28 členských států a přibližně 500 miliónů obyvatel (2009; lidnatější jsou jen Čína, 1 306 mil., a Indie, 1 080 mil.).
Rozšířila se celkem sedmkrát: Poprvé v roce 1973 o Dánsko, Irsko a Spojené království. Řecko se připojilo v roce 1981, následováno Španělskem a Portugalskem v roce 1986. (V roce 1985 vystoupilo Grónsko, když v referendu 53 % obyvatel hlasovalo proti setrvání v ES.) Roku 1995 se členy staly dosud neutrální Finsko, Rakousko a Švédsko. V květnu 2004 bylo přijato 10 zemí: Česko, Estonsko, Kypr, Litva, Lotyšsko, Maďarsko, Malta, Polsko, Slovensko a Slovinsko. Od ledna 2007 jsou členy Rumunsko a Bulharsko. 1. července 2013 se stalo členem Chorvatsko. 31. ledna 2020 Spojené království Evropskou unii jako vůbec první země opustilo (Grónsko opustilo ještě Evropská společenství).
| Stát                       | Vstup    | Obyvatel (k 1. 2022) | % obyvatel EU | Rozloha (km²) | Skutečný HDP (€/obyvatele/rok) (rok 2018) | HDP přepočtený v paritě kupní síle (€/obyvatele/rok) | % HDP v PPP (100% = průměr EU27) | Křesel v EP (k 1. 2. 2020) |
| -------------------------- | -------- | -------------------- | ------------- | ------------- | ----------------------------------------- | ---------------------------------------------------- | -------------------------------- | -------------------------- |
| Belgické království        | 1952     | 11 617 623           | 2,60 %        | 30 528        | 35 600                                    | 35 100                                               | 116 %                            | 21                         |
| Bulharská republika        | 2007     | 6 838 937            | 1,53 %        | 110 879       | 6 550                                     | 15 200                                               | 50 %                             | 17                         |
| Česká republika            | 2004     | 10 516 707           | 2,35 %        | 78 867        | 17 620                                    | 27 500                                               | 91 %                             | 21                         |
| Dánské království          | 1973     | 5 873 420            | 1,31 %        | 43 094        | 48 260                                    | 38 300                                               | 127 %                            | 14                         |
| Estonská republika         | 2004     | 1 331 796            | 0,30 %        | 45 228        | 15 090                                    | 24 700                                               | 82 %                             | 7                          |
| Finská republika           | 1995     | 5 548 241            | 1,24 %        | 338 145       | 36 890                                    | 33 500                                               | 111 %                            | 14                         |
| Francouzská republika      | 1952     | 67 871 925           | 15,19 %       | 543 801       | 32 830                                    | 31 500                                               | 104 %                            | 79                         |
| Chorvatská republika       | 2013     | 3 862 305            | 0,86 %        | 56 594        | 11 990                                    | 19 100                                               | 63 %                             | 12                         |
| Irská republika            | 1973     | 5 060 004            | 1,13 %        | 70 273        | 57 960                                    | 56 800                                               | 188 %                            | 13                         |
| Italská republika          | 1952     | 59 030 133           | 13,21 %       | 301 340       | 26 760                                    | 28 900                                               | 96 %                             | 76                         |
| Kyperská republika         | 2004     | 904 705              | 0,20 %        | 9 251         | 23 770                                    | 26 300                                               | 87 %                             | 6                          |
| Litevská republika         | 2004     | 2 805 998            | 0,63 %        | 65 300        | 13 310                                    | 24 500                                               | 81 %                             | 11                         |
| Lotyšská republika         | 2004     | 1 875 757            | 0,42 %        | 64 589        | 12 180                                    | 21 300                                               | 71 %                             | 8                          |
| Lucemburské velkovévodství | 1952     | 645 397              | 0,14 %        | 2 586         | 83 470                                    | 77 100                                               | 256 %                            | 6                          |
| Maďarsko                   | 2004     | 9 689 010            | 2,17 %        | 93 028        | 12 560                                    | 21 300                                               | 71 %                             | 21                         |
| Maltská republika          | 2004     | 520 971              | 0,11 %        | 316           | 21 630                                    | 29 700                                               | 98 %                             | 6                          |
| Spolková republika Německo | 1952     | 83 237 124           | 18,63 %       | 357 022       | 35 860                                    | 37 400                                               | 124 %                            | 96                         |
| Nizozemské království      | 1952     | 17 590 672           | 3,94 %        | 41 543        | 41 540                                    | 39 100                                               | 130 %                            | 29                         |
| Polská republika           | 2004     | 37 654 247           | 8,43 %        | 312 685       | 12 430                                    | 21 500                                               | 71 %                             | 52                         |
| Portugalská republika      | 1986     | 10 352 042           | 2,32 %        | 92 090        | 18 110                                    | 23 000                                               | 76 %                             | 21                         |
| Rakouská republika         | 1995     | 8 978 929            | 2,01 %        | 83 871        | 37 810                                    | 38 600                                               | 128 %                            | 19                         |
| Rumunská republika         | 2007     | 19 042 455           | 4,26 %        | 238 391       | 8 740                                     | 19 600                                               | 65 %                             | 33                         |
| Řecká republika            | 1981     | 10 459 782           | 2,34 %        | 131 957       | 17 780                                    | 20 600                                               | 68 %                             | 21                         |
| Slovenská republika        | 2004     | 5 434 712            | 1,22 %        | 49 036        | 15 560                                    | 23 600                                               | 78 %                             | 14                         |
| Slovinská republika        | 2004     | 2 107 180            | 0,47 %        | 20 273        | 20 170                                    | 26 500                                               | 88 %                             | 8                          |
| Španělské království       | 1986     | 47 432 893           | 10,62 %       | 505 370       | 24 880                                    | 27 700                                               | 92 %                             | 59                         |
| Švédské království         | 1995     | 10 452 326           | 2,34 %        | 450 295       | 43 810                                    | 36 700                                               | 122 %                            | 21                         |
| EU celkem                  | 27 členů | 446 735 291          | 100%          | 4 236 352     | 27 620                                    | 30 200                                               | 100%                             | 705                        |

### Bývalí členové
Spojené království
Spojené království bylo členem EU od prvního rozšíření v roce 1973. Mělo vyjednané trvalé výjimky z členství v Evropské měnové unii (eurozóna) a v dalších smlouvách.
V červnu 2016 proběhlo referendum o členství Spojeného království v Evropské unii, ve kterém voliči zvolili vystoupení Spojeného království z unie. Referendum mělo doporučující charakter ve věci zahájení procesu vystoupení, který upravuje nikdy předtím nepoužitý článek 50 Smlouvy o Evropské unii. Tehdejší britský premiér David Cameron přenechal aktivaci tohoto článku svému nástupci ve funkci. Tím se stala Theresa Mayová, která záhy zahájila přípravy k aktivaci článku. 29. března 2017 zaslala předsedovi Evropské rady Donaldovi Tuskovi dopis, jímž oficiálně započala vystoupení země z EU dle čl. 50 Smlouvy o EU. Evropskou unii oficiálně opustilo dne 31. ledna 2020.

### Kandidátské země

Mapa potenciálních budoucích států Evropské unie:
Členské státy
Kandidáti vyjednávající členství: Albánie, Černá Hora, Moldavsko, Severní Makedonie, Srbsko, Ukrajina
Kandidáti: Bosna a Hercegovina, Gruzie
Podaná přihláška: Kosovo
Kandidát se zmrazeným dialogem: Turecko

K červenci 2025 probíhá jednání o členství se sedmi zeměmi: 
- Turecko (přihláška 1987, jednání o členství 2005, jednání pozastaveno 2018),[44][45][46]
- Severní Makedonie (přihláška 2004, jednání o členství 2022),
- Černá Hora (přihláška 2008, jednání o členství 2012),
- Srbsko (přihláška 2008, jednání o členství 2012),
- Albánie (přihláška 2009, jednání o členství 2022),
- Moldavsko (přihláška 2022, jednání o členství 2024),
- Ukrajina (přihláška 2022, jednání o členství 2024).[47]

Status kandidátské země (zatím bez jednání o členství) mají dvě země:
- Bosna a Hercegovina (přihláška 2016, kandidátská země 2022).
- Gruzie (přihláška 2022, kandidátská země 2023).[47]

Status potenciální kandidátské země má:
- Kosovo (přihláška 2022).[47] Hlavní překážkou kandidatury Kosova je fakt, že jej jako suverénní nezávislý stát neuznávají dva stálí členové Rady bezpečnosti OSN – Rusko a Čína a i pět současných členů Evropské unie – Španělsko, Slovensko, Řecko, Rumunsko a Kypr.[48]

O členství zažádaly v minulosti i Norsko, Švýcarsko a Island, ale své přihlášky následně stáhly či zamrazily. 

#### Turecko
První asociační dohoda mezi Tureckem a tehdejším Evropským hospodářským společenstvím byla uzavřena v roce 1963 pod názvem Ankarská dohoda. Prostřednictvím dohody EU a Turecko rozšířily své hospodářské a obchodní vztahy, a vytvořily celní unii, která vstoupila v platnost v roce 1996. Přihlášku ke členství v EU podalo Turecko roku 1987, ale kandidátský status dostalo až po summitu v Helsinkách v roce 1999 a rozhovory o vstupu byly zahájeny 3. října 2005.
Problematická je otázka Kypru (člena EU), jehož severní část Turecko od srpna 1974 okupuje. Vytvořilo tak Severokyperskou tureckou republiku, kterou ale kromě Turecka žádný jiný stát neuznal. V roce 2006 Evropská rada rozhodla, že podmínkou uzavření osmi kapitol vyjednávání bude ze strany Turecka uplatňování Dodatkového protokolu k Ankarské dohodě týkající se Kypru. V červnu 2018 Evropská rada konstatovala, že Turecko se Evropské unii vzdaluje, a proto přístupové jednání pozastavuje.
V letech 2015-16 v důsledku silné migrace, především ze Sýrie, přišlo do Turecka téměř 4 miliony migrantů a Turecko je v od té doby největší hostitelskou zemí uprchlíků na světě. V roce 2016 byla dosažena dohoda, jejímž cílem je řešit nelegální migraci na trase přes východní Středomoří do Evropské unie a rozbít sítě převaděčů. V zájmu zlepšení životních podmínek uprchlíků v Turecku uvolnila EU v letech 2015 až 2024 6 miliard eur.
Turecko dnes může čerpat finanční podporu EU prostřednictvím Nástroje předvstupní pomoci a také z Evropského fondu pro udržitelný rozvoj plus.
Přístupové rozhovory také zkomplikovaly rozsáhlé politické čistky v Turecku po neúspěšném pokusu o převrat ze dne 15. července 2016, při kterých bylo zatčeno 50 000 lidí, včetně soudců, novinářů a opozičních politiků. Předseda Evropské rady Donald Tusk v říjnu 2017 prohlásil: „Chceme si nechat do Ankary otevřené dveře, ale stávající realita v Turecku to ztěžuje.“
V červnu 2023 Evropská rada vyzvala k přezkumu vzájemných vztahů. Bylo vydáno doporučení vzájemné vztahy posílit.
Odpůrci Turecka v Evropské unii poukazují, že většina území leží v Asii, sousedí s nestabilními zeměmi a upozorňují zejména na etnické spory s tureckými Kurdy a potlačování jejich práv. V souvislosti s Kurdy se situace v roce 2025 mírně zlepšila. Kritici přijetí Turecka se dále obávají změny mocenské rovnováhy v Evropě – muslimské a národnostně málo tolerantní Turecko má srovnatelný počet obyvatel a při vstupu by mělo srovnatelný vliv jako nejlidnatější země EU, Německo.

#### Severní Makedonie
Prvním v přístupovém procesu Severní Makedonie k Evropské unii bylo podepsání Stabilizační a asociační dohody s EU v roce 2001. Dohoda vstoupila v platnost v roce 2004, kdy také Makedonie podala oficiální přihlášku. Po kladném doporučení Evropské komise byl Makedonii v roce 2005 udělen status kandidátské země. Následná vyjednávání probíhala spíše pomalu a především se soustředila na uvolňování vzájemného obchodu a od roku 2008 na odstranění vízové povinnosti pro občany Makedonie. Vliv na pomalý průběh přístupových jednání měl zejména bilaterální spor Makedonie a Řecka o jméno země. V červnu 2018 podepsaly Řecko a Makedonie dohodu o novém názvu makedonského státu Severní Makedonie, plným názvem Republika Severní Makedonie, oficiální přejmenování proběhlo v únoru 2019. Přístupové rozhovory začaly v červenci 2022.

### Postsovětské státy s asociační dohodou

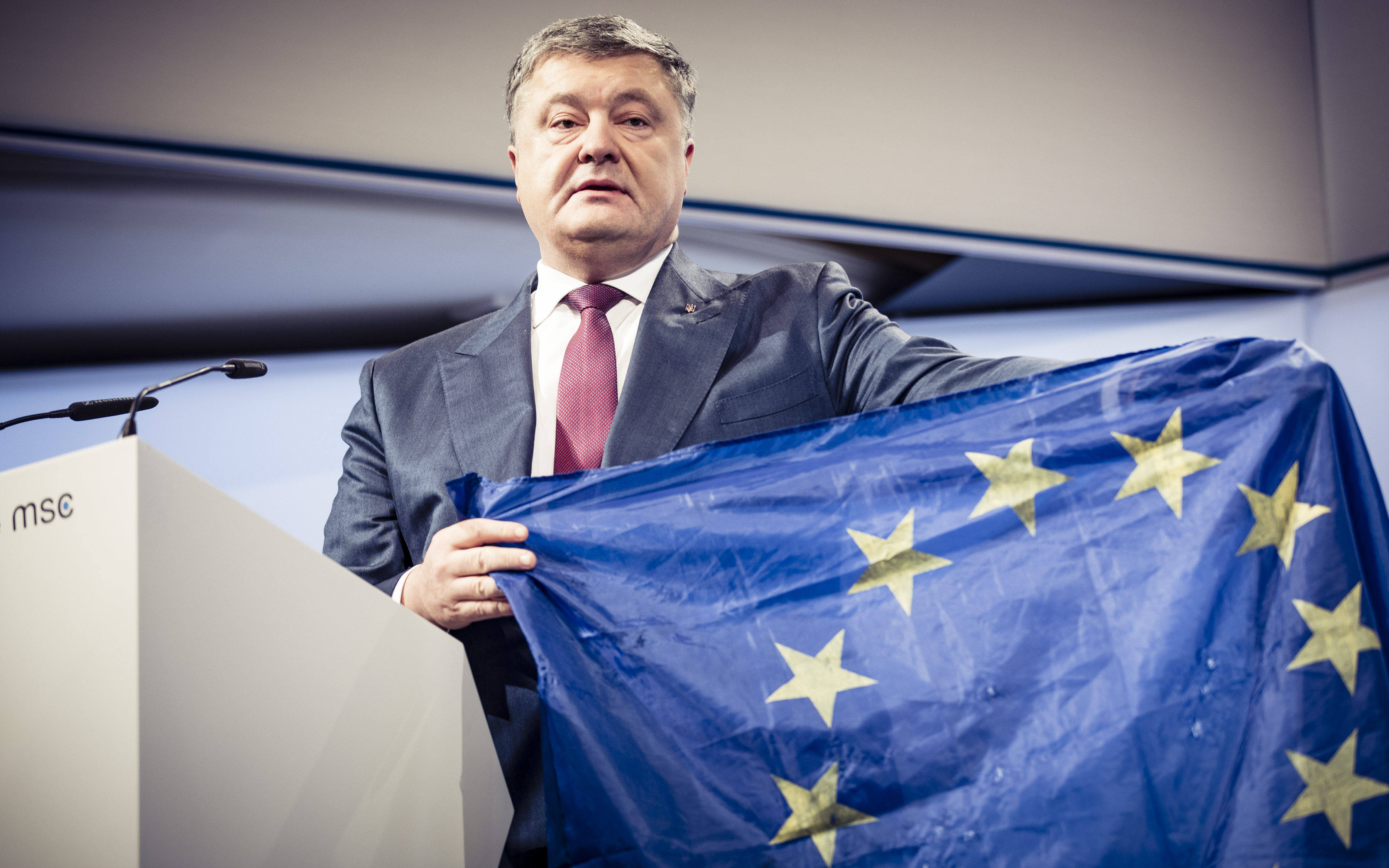
Tehdejší ukrajinský prezident Petro Porošenko s vlajkou Evropské unie v únoru 2018

Tři postsovětské republiky ratifikovaly asociační dohody s EU: Gruzie, Moldavsko a Ukrajina a vstoupily do tzv. Hluboké a komplexní zóny volného obchodu s EU, čímž vstoupily do Evropského jednotného trhu ve vybraných sektorech hospodářství a jsou postupně harmonizovány s ekonomikou EU. V roce 2014 Evropská komise formálně uznala jejich evropskou perspektivu a možnost zažádat o členství, pokud budou dodržovat principy demokracie, respektovat lidská práva a práva menšin a zajistí fungování právního státu.

#### Moldavsko
S Moldavskem byl v roce 2024 zahájen proces, jehož prostřednictvím je hodnocena úroveň souladu právních a dalších předpisů. Pokud Moldavsko splní všechny předběžné podmínky a členské státy dosáhnou dohody, Evropská komise započne s přístupovým vyjednáváním jednotlivých kapitol. V březnu 2025 Evropský parlament a Rada schválily plán růstu pro Moldavsko v hodnotě 1,9 miliardy EUR.

#### Gruzie
V červnu 2023 Evropská komise nastínila dvanáct priorit, které by měla Gruzie vyřešit, aby mohla pokročit na cestě do EU. Devět prioritních otázek Gruzie splnila a 14. prosince 2023 byl Gruzii udělen status kandidátské země. Přímá vyjednávání k červenci 2025 zatím nezačala.

#### Ukrajina
Sbližování mezi Evropskou unií a Ukrajinou částečně zablokovalo Maďarsko, které si stěžovalo na zhoršující se postavení maďarské menšiny na Ukrajině. Okleštění práv národnostních menšin na Ukrajině kritizovalo také Parlamentní shromáždění Rady Evropy. Ukrajinský parlament přijal od roku 2014 několik zákonů, které různými způsoby omezily práva národnostních menšin, např. jazykový zákon z roku 2021. Podle něj prodavači v obchodech musejí mluvit ukrajinsky a dle zákona z roku 2017 musí být ve školách vyučovacím jazykem výhradně ukrajinština, včetně oblastí, kde žijí většinově Maďaři, Poláci, Rumuni nebo Rusové. Tyto země následně zákon kritizovaly. Rumunsko, Maďarsko, Řecko a Bulharsko se nakonec obrátily společným dopisem na generálního tajemníka Rady Evropy pro otázky národnostních menšin. Schvalované zákony dopadly na ruskou menšinu na východní Ukrajině stejně jako na maďarskou a rumunskou národnostní menšinu na západě země.
Ohledně přistoupení k EU byla Ukrajina vyzvaná k provedení rozsáhlých reforem, pochybnosti jsou především ohledně demokracie, právního státu a korupci.
Některé zákony dle požadavku EU Ukrajina schválila, ale stále nemají národnostní menšiny práva jako v jiných členských zemích Evropské unie. V roce 2023 Evropská komise určila sedm kroků které musí Ukrajina vyřešit, aby pokročila na cestě do EU. Přístupová jednání začala 25. června 2024.

### Sousední země

#### Norsko
Norsko se dvakrát neúspěšně pokoušelo vstoupit do tehdejšího EHS, v letech 1963 a 1967 bylo jeho přistoupení vetováno Francií (stejně jako přistoupení dalších 4 zemí, které byly součástí daného vyjednávání), dále v letech 1972 (do EHS) a 1994 (do EU) se potom norští občané vyjádřili proti vstupu v referendech. Norové se obávají ztráty suverenity, hlavně při rozhodování o svém rybářském průmyslu. Norsko je bohatý stát s velkými ložisky ropy a zemního plynu a existují určité obavy, že by muselo neúměrně přispívat do finančních struktur EU, na druhou stranu se dobrovolně angažuje v mnoha projektech a agenturách (včetně těch, které jsou součástí Unie), v nichž vystupuje jako donor pro chudší části světa.
Norsko je i bez přímého členství v EU zapojeno do vícerých evropských integračních struktur. Dokonce bylo jedním ze zakládajících členů Evropského sdružení volného obchodu, díky němuž se stalo v roce 1994 součástí Evropského hospodářského prostoru. V roce 1996 společně s Islandem přistoupilo k Schengenské dohodě a od roku 2001 je plně participujícím členem Schengenského prostoru.

#### Švýcarsko
Švýcarsko proslulo tradiční neutralitou, zároveň je ale kontinentální zemí, která je v současnosti obklopená Evropskou unií. Díky těmto skutečnostem bylo a je nuceno balancovat mezi neutralitou a tlaky okolního vývoje.
V roce 1960 Švýcarsko spoluzaložilo Evropské sdružení volného obchodu a v roce 1972 dokonce uzavřelo s EHS bilaterální dohodu o volném obchodu. Na začátku 90. let se Švýcarsko účastnilo jako člen ESVO vyjednávání o vytvoření Evropského hospodářského společenství, které motivovalo Švýcarskou spolkovou vládu, aby v roce 1992 podala přihlášku ke členství v EU, následně ale v témže roce občané země zamítli vyjednávaní o EHP, což vedlo i k ukončení snah o přistoupení k Unii.
Další období charakterizovalo uzavírání mnoha dvojstranných smluv mezi Evropskou unií a Švýcarskem (jejich počet se vyšplhal až do řádu stovek), z nichž nejvýznamnější byly série nazvané Bilaterální dohody I a II uzavřené v letech 1999, respektive 2004. Od roku 2009 je Švýcarsko členem Schengenského prostoru.

#### Island
Island podal 16. července 2009 oficiální přihlášku do EU. Evropská komise v rekordním čase žádost zpracovala a 24. února 2010 vydala zprávu o připravenosti Islandu ke vstupu do EU, na jejímž základě doporučila Evropské radě udělit Islandu status kandidátské země a zahájit tak oficiální vyjednávání o členství. Status kandidátského státu byl Islandu udělen 17. června 2010. Island je od roku 1994 členem Evropského hospodářského prostoru a od roku 2000 také Schengenského prostoru, do svojí legislativy tedy již implementoval podstatnou část legislativy Evropské unie.
Vstup Islandu provázejí obavy ze sporů o legislativu upravující rybolov a dále bilaterální spory o zaplacení dluhů insolventní islandské internetové banky Icesave Nizozemsku a Spojenému království (obě země uhradily škody svým občanům, kteří měli svoje finanční prostředky uložené v Icesave). Zásadní motivací ke vstupu byl vliv mezinárodní ekonomické krize a snaha o vyrovnání se s jejími následky vstupem do EU a zejména rychlým přijetím eura. V červnu 2013 (po islandských volbách z dubna 2013, které vyhrály politické strany stavějící se negativně ke vstupu Islandu do EU) prohlásil islandský ministr zahraničních věcí, že Island jednostranně pozastavuje přístupové rozhovory. Další postup bude záležet na výsledku plánovaného referenda. V roce 2015 Island svou přihlášku k členství v EU stáhl. I tak ale podle mluvčí evropské diplomacie Maji Kocijančičové zůstaly Islandu dveře do EU otevřené.

#### Grónsko
Grónsko bylo společně s Dánskem do Evropského společenství začleněno v roce 1973. Grónská veřejnost v referendu dne 23. února 1982 těsnou většinou (53 %) hlasovala pro opuštění EHS. Tento proces byl završen v roce 1985.

## Instituce
Ve struktuře Evropské unie má nejdůležitější úlohu „trojúhelník“ Evropská komise – Rada Evropské unie – Evropský parlament, doplněný o Soudní dvůr EU. Zatímco Komise navrhuje a zajišťuje uplatňování politik EU, Evropský parlament se podílí na legislativním procesu, doporučuje a kontroluje, a Rada Evropské unie rozhoduje o zásadních strategických otázkách. Soudní dvůr Evropské unie pak řeší spory.
Za účelem sdílení pravomocí, které byly dříve v kompetenci jednotlivých členských států, vznikla řada společných evropských institucí. Základ institucionálního rámce tvoří sedm orgánů Evropské unie, které jsou vyjmenovány v čl. 13 Smlouvy o Evropské unii. Jedná se o Evropský parlament, Evropskou radu, Radu Evropské unie, Evropskou komisi, Soudní dvůr Evropské unie, Evropskou centrální banku a Evropský účetní dvůr. Kromě toho existují ještě poradní a další instituce – Hospodářský a sociální výbor, Výbor regionů, dále také Evropská investiční banka, Evropský veřejný ochránce práv, Evropský inspektor ochrany údajů a několik agentur a úřadů (Evropská agentura pro životní prostředí, Evropská agentura pro leteckou bezpečnost, Agentura Evropské unie pro základní práva, Úřad pro harmonizaci ve vnitřním trhu, Europol a Eurojust).
Evropská komise má sídlo v Bruselu (budova Berlaymont), jen některá oddělení jsou umístěna v Lucembursku. V Bruselu sídlí rovněž Evropská rada a stejně tak i Rada Evropské unie (budova Justus Lipsius), s výjimkou dubna, června a října, kdy se schůze rady koná v Lucemburku. V Bruselu dále sídlí Evropský hospodářský a sociální výbor a Výbor regionů. Evropský parlament má sídlo ve Štrasburku (budova Louise Weiss) a hostuje dvanáct měsíčních plenárních zasedání (včetně rozpočtového zasedání). Evropský soudní dvůr, hlavní soud, účetní dvůr a Evropská investiční banka mají sídlo v Lucemburku. Hlavní město Lucemburského velkovévodství také hostí Sekretariát Evropského parlamentu. Evropská centrální banka má sídlo v německém finančním středisku Frankfurtu nad Mohanem.

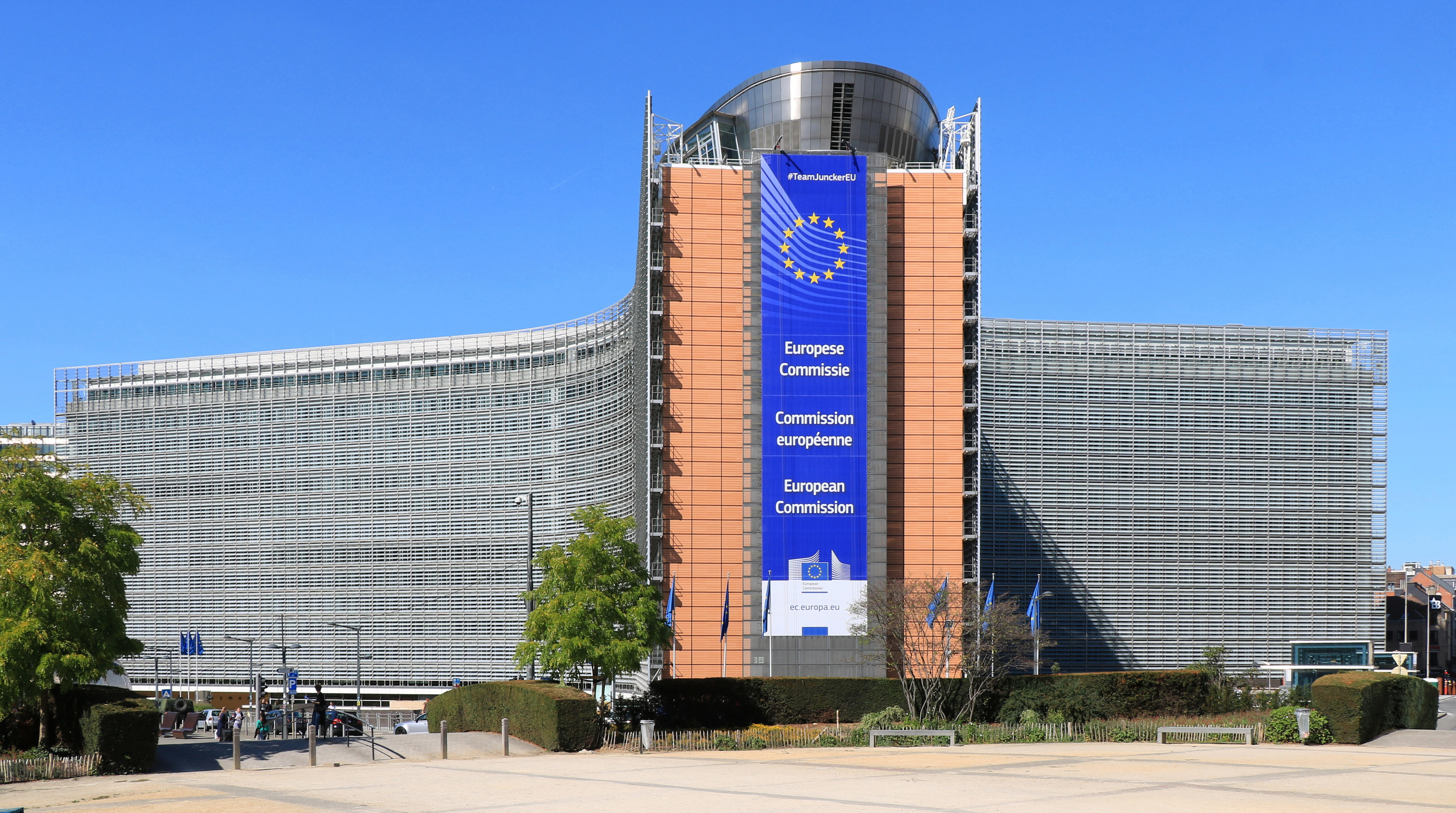
Sídlem Evropské komise je budova Berlaymont v Bruselu
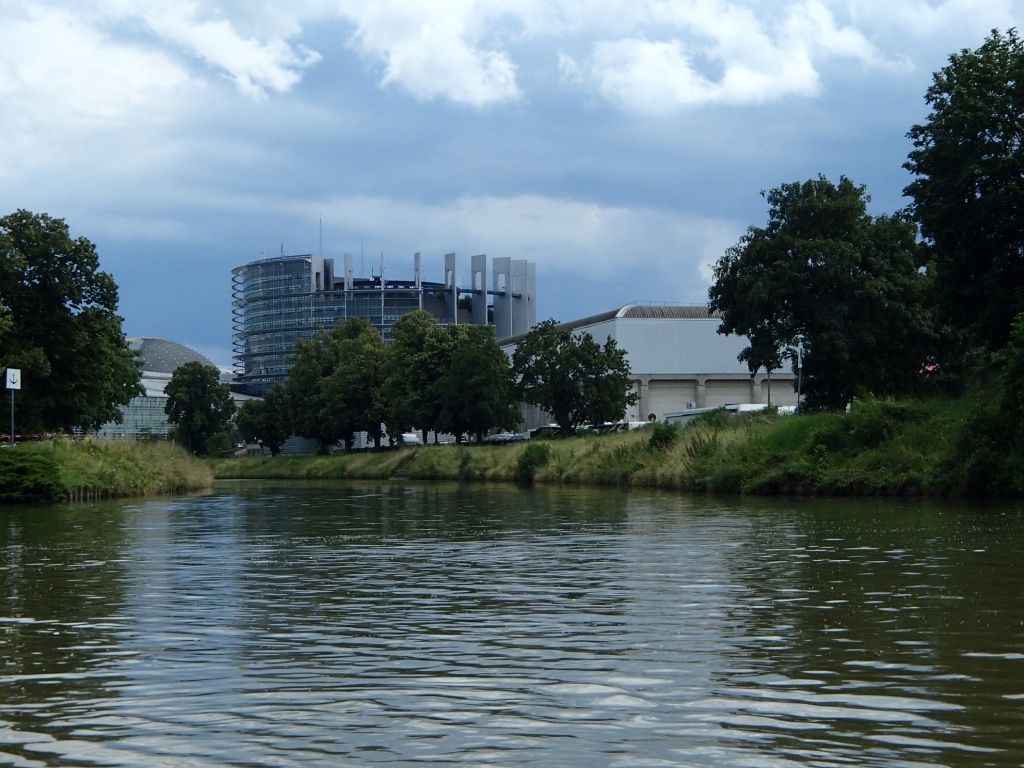
Sídlo Evropského parlamentu ve Štrasburku
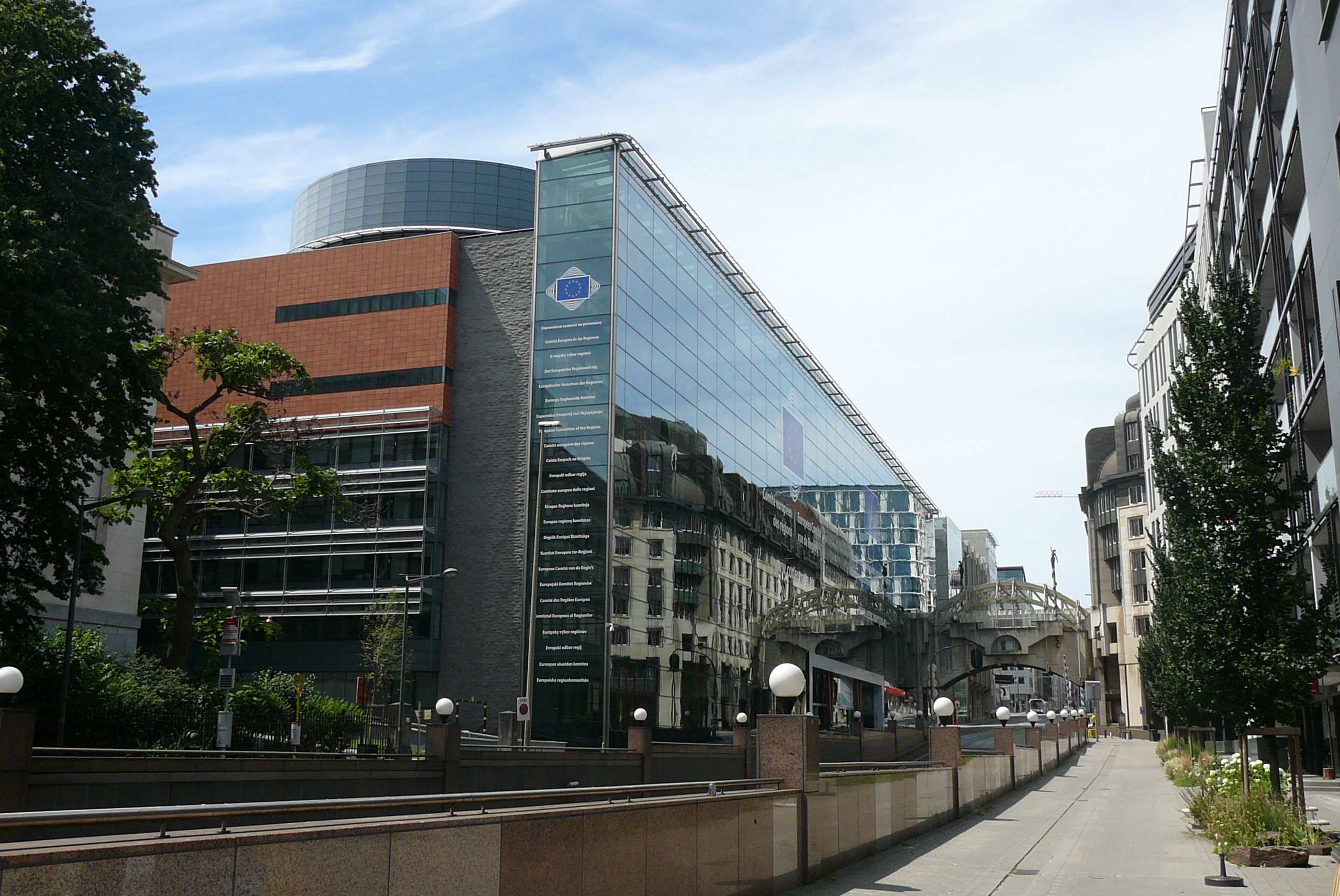
Výbor regionů v Bruselu
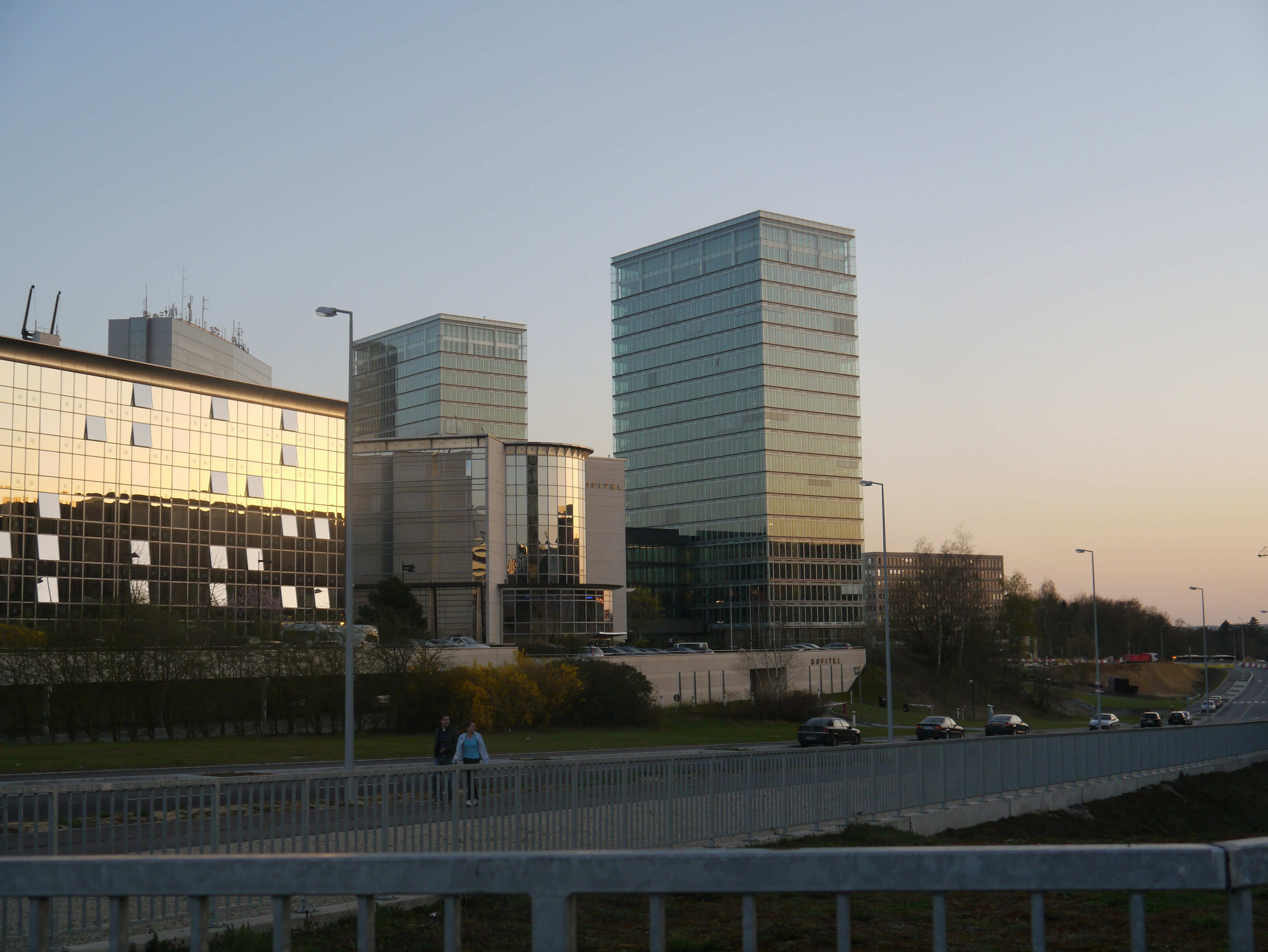
Instituce EU v Lucemburku

### Evropský parlament

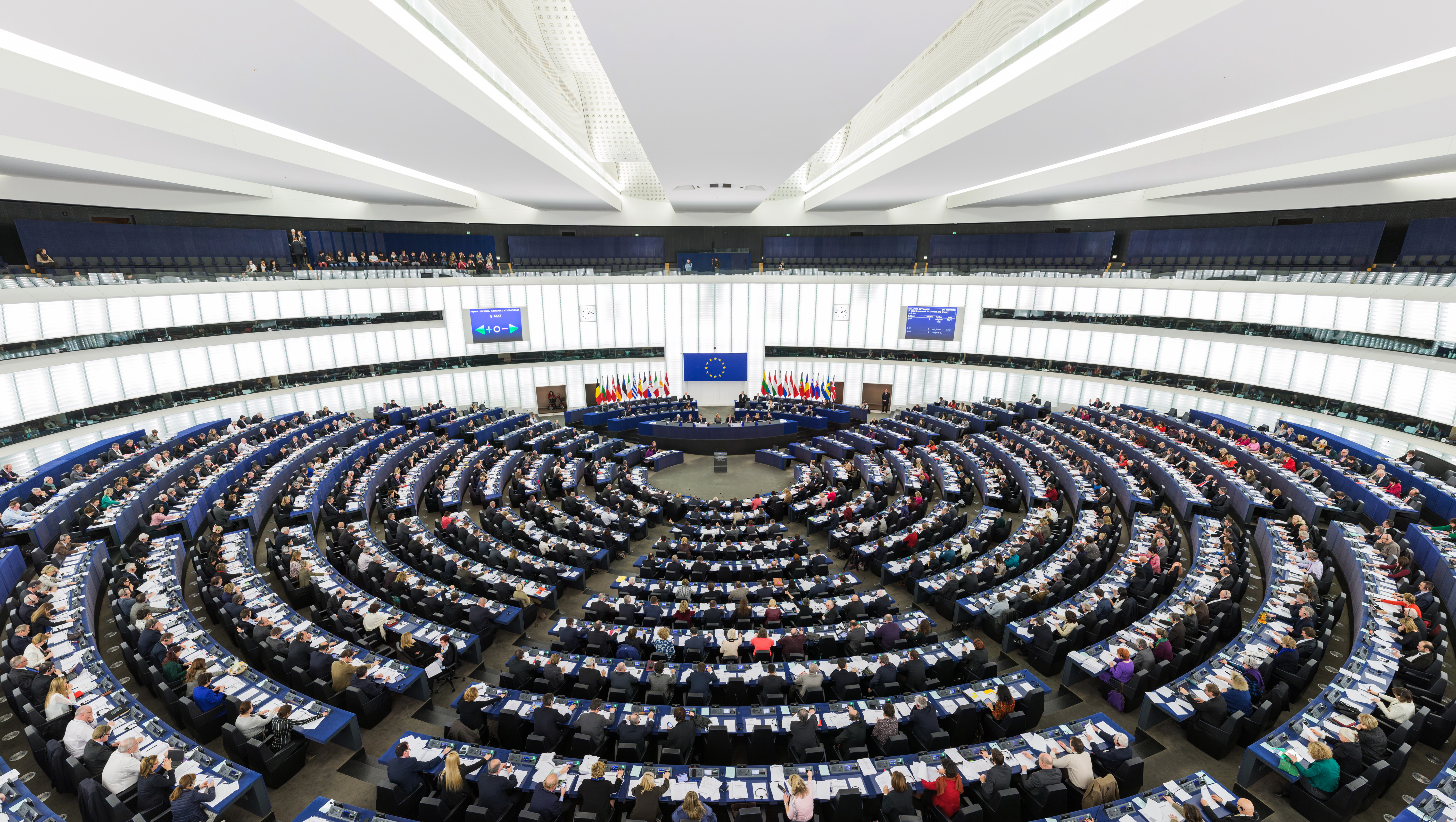
Jednací sál Evropského parlamentu ve Štrasburku. Kromě volených poslanců sedících dle frakcí se plenárního zasedání účastní i členové komise a Rady ministrů.

Základní rámec činnosti Evropského parlamentu (EP) je vymezen v ustanovení čl. 14 Smlouvy o Evropské unii. Evropský parlament vykonává – společně s Radou Evropské unie – legislativní a rozpočtovou funkci. Skládá se ze zástupců občanů Unie. Po posledním rozšíření EU o Chorvatsko čítá Evropský parlament 751 členů, ve volbách v roce 2014 bylo zvoleno 751 poslanců. Členové EP jsou voleni na pětileté volební období ve všeobecných, přímých, tajných a svobodných volbách. Institucionální vymezení EP se pak nachází v článcích 223 až 234 Smlouvy o fungování Evropské unie (SFEU). Sídlem EP je Štrasburk, ale parlament zasedá také v Bruselu a Lucemburku.
Po brexitu se počet europoslanců snížil ze 751 na 705. 46 ze 73 křesel, které dosud patřilo Spojenému království, se zamrazilo pro případné další rozšíření EU. 27 zbývajících křesel se rozdělí mezi 14 jiných členských států.

### Rada Evropské unie

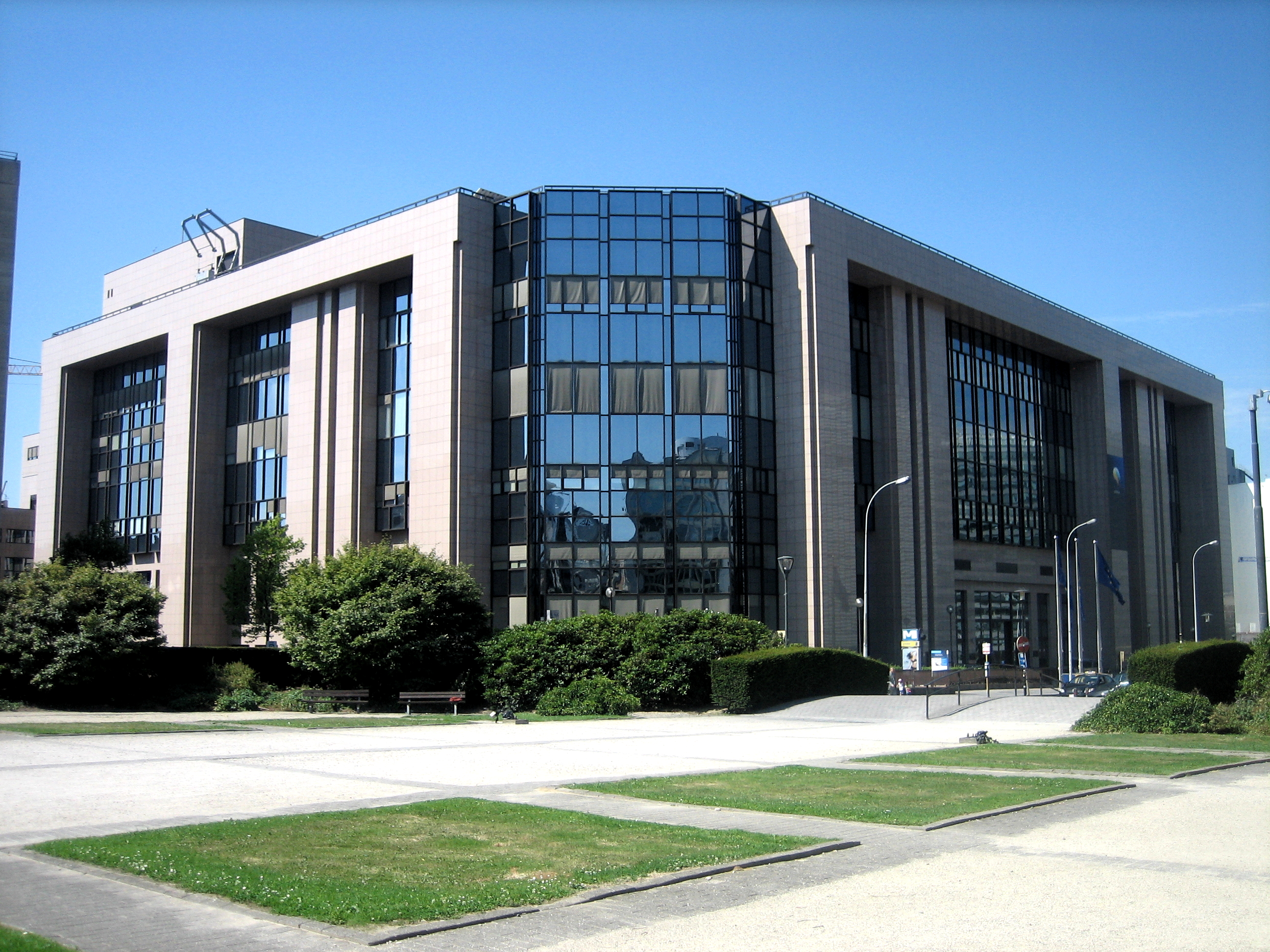
Rada Evropské unie v Bruselu

Rada Evropské unie (dříve Rada ministrů) má za úkol zastupovat zájmy členských států. Společně s Evropským parlamentem přijímá schvaluje právní předpisy EU a koordinuje politiku EU.
Rada jedná v celkem deseti různých složeních (v závislosti na projednávaném tématu – například zasedání Rady v otázkách hospodářských a finančních věci se účastní ministři financí členských zemí) na různých úrovních. Nejvyšší úrovní je Rada složená z resortních ministrů nebo státních tajemníků jednotlivých států, kteří se scházejí podle potřeby. Jejich úkolem je projednávání, pozměňování a schvalování právních předpisů a společná koordinace jednotlivých politik. Jménem vlád členských států ministři přijímají závazky k provedení kroků či opatření schválených na zasedání. Další úrovní je Výbor stálých zástupců, kde se schází zástupci členských států pro příslušnou oblast, případně jejich zástupci. Dalšími úrovněmi jsou výbory a pracovní skupiny.
Zasedání, na nichž Rada projednává návrhy legislativních aktů nebo o nich hlasuje, probíhají veřejně. Podle závažnosti přijímaného opatření Rada rozhoduje buď jednomyslně, kvalifikovanou nebo prostou většinou hlasů. Ke schválení je obvykle potřeba kvalifikovaná většina, tj. 55 % zemí (u současných 27 členských států musí být pro celkem 15 zemí), které dohromady počtem obyvatel zastupují minimálně 65 % všech obyvatel EU. K zablokování rozhodnutí jsou zapotřebí alespoň 4 země, které zároveň představují minimálně 35 % obyvatel EU. Výjimkou jsou citlivá témata, jako je např. zahraniční politika či daně. Tyto oblasti vyžadují jednomyslné schválení zástupci všech členských států. Naopak v případě procedurálních a administrativních otázek stačí ke schválení prostá (tj. nadpoloviční) většina hlasů.
Každý půlrok předsedá Radě jiná země EU.

### Evropská rada

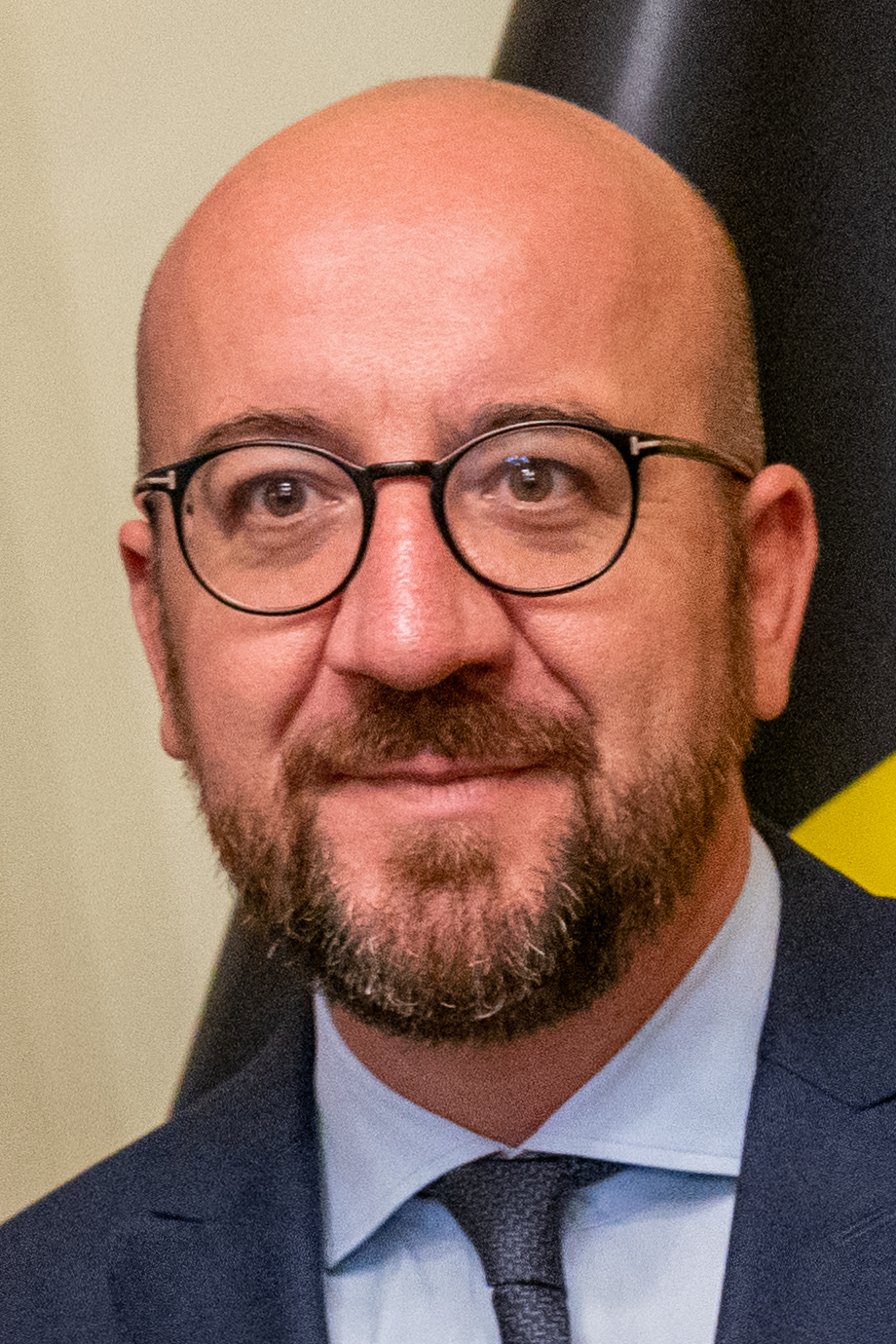
Stálý předseda Evropské rady, Charles Michel

Evropská rada sdružuje nejvyšší představitele EU a představuje nejvyšší úroveň politické spolupráce mezi zeměmi EU. Evropská rada sestává z oficiálních hlav států, předsedů vlád členských států, předsedy Evropské rady, předsedy Evropské komise a vysokého představitele pro zahraniční věci a bezpečnostní politiku. Ti dohromady na její půdě vytvářejí společný politický program EU. Rozhoduje o celkovém směřování EU a jejích nejzávažnějších politických a ekonomických prioritách. Zabývá se nejsložitějšími a nejcitlivějšími otázkami, včetně společné zahraniční a bezpečností politiky. Nominuje také a jmenuje kandidáty do významných funkcí v EU, například na pozice v Evropské komisi. Vymezuje tak směry, kterými se má Unie ubírat. Evropská rada však neschvaluje právní předpisy.
Lisabonská smlouva ustanovila tzv. stálého předsedu Evropské rady, který svolává a řídí zasedání rady obvykle čtyřikrát ročně. Stálý předseda je volen na 2,5 roku a zastupuje Evropskou unii na jednáních s okolním světem. Prvním předsedou byl Herman Van Rompuy. Od prosince 2019 úřad zastává bývalý belgický premiér Charles Michel.
Evropská rada ve většině případů rozhoduje na základě konsensu. V některých případech je ale vyžadováno jednomyslné rozhodnutí nebo kvalifikovaná většina. Hlasovacím právem disponují jen hlavy států a předsedové vlád.

### Evropská komise

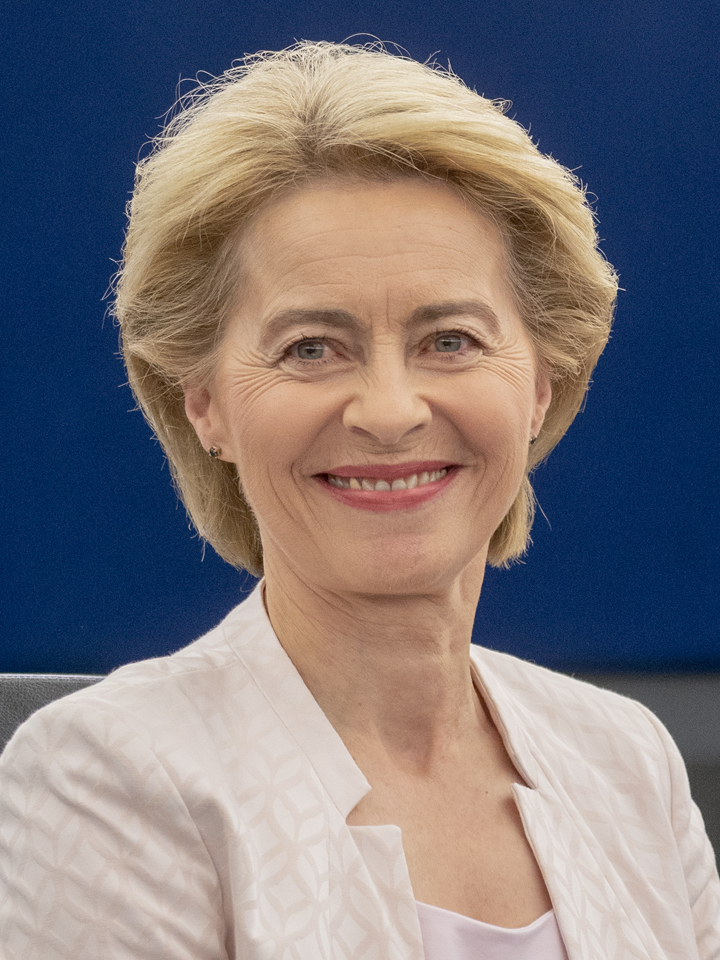
Předsedkyně Evropské komise, Ursula von der Leyenová

Evropská komise sleduje zájmy Evropské unie jako celku. Vytváří tak protiváhu zájmům jednotlivých členských států reprezentovaným zejména Radou EU. Je výkonným orgánem EU, navrhuje a vymáhá dodržování právních předpisů a provádění politiky EU.
Komise je jedinou institucí, která má právo iniciovat legislativní návrhy. Vypracovává rozpočet EU a kontroluje jeho plnění. Dále dohlíží na prosazování práva EU a nakládání s finančními prostředky EU ve členských státech a na dodržování zakládacích smluv EU. Komise má na starosti reprezentaci Unie při mezinárodních jednáních včetně práva sjednávání dohod s třetími státy.
Komise je stálým orgánem a skládá se z jednotlivých komisařů pro příslušné resorty a předsedy komise. Na základě Smlouvy z Nice má každá země jednoho komisaře, v současnosti je jich dvacet osm. Předsedkyní komise je od prosince 2019 německá politička Ursula von der Leyenová. Předsedu komise volí většinou svých členů Evropský parlament. Na základě návrhů členských zemí si poté předseda vybírá jednotlivé komisaře a místopředsedy. Přestože jsou komisaři nominovaní členskými státy EU, nesmějí k zájmům jednotlivých zemí přihlížet. Evropské komise má pětileté funkční období.
Rozhodnutí schvaluje Evropská komise na základě prosté většiny hlasů, v praxi se však častěji používá konsenzus. Sídlo má v Bruselu.

### Soudní dvůr Evropské unie
Soudní dvůr Evropské unie dbá nad jednotným výkladem evropského práva. Zajišťuje stejný výklad a uplatňování práva EU ve všech členských státech. Dohlíží na to, aby země a orgány EU dodržovaly unijní právní předpisy, a urovnává právní spory mezi jednotlivými státy a institucemi EU. Má sídlo v Lucemburku.

### Evropská centrální banka
Evropská centrální banka (ECB) se sídlem ve Frankfurtu nad Mohanem, která spolu s národními centrálními bankami tvoří Evropský systém centrálních bank, je měnovou bankou pro eurozónu. Hlavním úkolem ECB je spravovat jednotnou měnu euro, udržovat stabilní ceny a vykonávat hospodářskou a měnovou politiku EU. Předsedou Evropské centrální banky je od roku 2019 Christine Lagarde.

### Evropský účetní dvůr
Evropský účetní dvůr kontroluje hospodaření Unie. Má sídlo v Lucemburku.

### Hospodářský a sociální výbor a Výbor regionů
Hospodářský a sociální výbor a Výbor regionů jsou poradní a konzultativní orgány Evropské unie. Jsou nápomocny Evropskému parlamentu, Radě a Komisi. V některých předepsaných oblastech a případech je jejich konzultace povinná.

### Další instituce
- Evropská investiční banka poskytuje veřejným i soukromým subjektům dlouhodobé půjčky na kapitálové investice. Sídlí v Lucemburku, pobočky má v Athénách, Lisabonu, Londýně, Madridu a Římě.
- Evropský investiční fond pomáhá s rozšiřováním transevropských infrastruktur a poskytuje záruky na půjčky malým a středním podnikům. Sídlí v Lucemburku.
- Evropský ombudsman se zabývá stížnostmi na činnosti orgánů a institucí EU. Sídlí ve Štrasburku.
- Agentury Evropské unie jsou decentralizované instituce pro realizaci některých oblastí politiky EU.

## Politiky Evropské unie
V letech 1993 až 2009 sestávala Evropské unie z tzv. tří pilířů, zavedených Maastrichtskou smlouvou. Ty definovaly základní oblasti působnosti EU (politiky EU). Tzv. „Maastrichtský chrám“ rozděloval pravomoci v rámci EU na nadnárodní rovinu (s přesunutou suverenitou na společné orgány EU, 1. pilíř) a mezivládní rovinu, kde byly státy i nadále suverénní v rozhodování o politikách ve vytčených oblastech (2. a 3. pilíř). První pilíř, nadstátní, zastřešoval všechna tři dosavadní Společenství, druhý a třetí pilíř zaváděly nové oblasti spolupráce členských států na mezivládní úrovni. Druhý pilíř zahrnoval společnou bezpečnostní a zahraniční politiku, třetí pilíř pak policejní a justiční spolupráci.
1. prosince 2009 došlo k přijetí Lisabonské smlouvy. Ta zavádí právní subjektivitu EU jako celku a v této souvislosti ruší i dosavadní systém tří pilířů. Přestože Lisabonská smlouva nahradila tři pilíře rozdělením kompetencí mezi Unii a jednotlivé členské státy, ve skutečnosti ale do určité míry toto dělení přetrvává v přechodných ustanoveních a specifických procedurách. Lisabonskou smlouvou dosavadní druhý a třetí pilíř přešly přímo pod evropské orgány. Určitá výjimka zůstala v oblasti společné zahraniční a bezpečnostní politiky, kde je zachována jednomyslnost členských států.
| Politika Evropské unie – „Tři pilíře“ | Politika Evropské unie – „Tři pilíře“ | Politika Evropské unie – „Tři pilíře“                                                                                    |
| I. Evropská společenství | II. Společná zahraniční a bezpečnostní politika | III. Policejní a justiční spolupráce                                                                                     |
| --- | --- | --- |
| - Společná zemědělská politika - Hospodářská a měnová unie - Celní unie a Společný trh - Společná obchodní politika - Regionální a strukturální politika - Dopravní politika - Sociální politika - Schengenský prostor - Občanství EU - Vědecko-výzkumná politika - Politika hospodářské soutěže - Ekologická politika - Politika ochrany spotřebitele - Vzdělání a kultura - Společná rybolovná politika - Azylová a přistěhovalecká politika | Zahraniční politika: - Spolupráce v zahraniční politice - Dodržování míru - Volební pozorovatelé - Lidská práva - Demokracie - Rozvojová pomoc Bezpečnostní politika: - Evropská bezpečnostní politika - Evropské síly rychlé reakce - Odzbrojování | - Pašování drog a obchod se zbraněmi - Obchod s lidmi - Terorismus - Zločiny proti dětem - Organizovaný zločin - Korupce |

Evropská unie svými politikami pokrývá témata definovaná již v systému tří pilířů:
- Audiovizuální oblast a média
- Bezpečnost potravin
- Boj proti podvodům
- Cla
- Daně
- Digitální ekonomika & společnost
- Doprava
- Energetika
- Hospodářská soutěž
- Hospodářské a měnové záležitosti
- Humanitární pomoc a civilní ochrana
- Institucionální záležitosti
- Jednotný trh
- Kultura
- Lidská práva
- Mnohojazyčnost
- Námořní záležitosti a rybolov
- Občanství EU
- Obchod
- Podnikání
- Regionální politika
- Rozpočet
- Rozšíření
- Rozvoj a spolupráce
- Sport
- Spotřebitelé
- Spravedlnost a vnitřní věci
- Vesmír
- Výzkum a inovace
- Vzdělávání, odborná příprava a mládež
- Zahraniční a bezpečnostní politika
- Zaměstnanost a sociální věci
- Zdraví
- Zemědělství
- Životní prostředí
- Změna klimatu

## Ekonomika Evropské unie
Evropská unie se dlouhodobě těší jedné z nejvyšších životní úrovní na světě. Z ekonomického hlediska EU svými politikami usiluje především o snižování ekonomických a sociálních rozdílů mezi jednotlivými regiony, integraci přeshraničních regionů pomocí rozvoje infrastruktury, politikou zaměstnanosti či ochranou životního prostředí.
HDP Evropské unie se v roce 2018 odhaduje na 18,8 bilionu eur (v paritě kupní síly). Aktuálně je tak druhou největší ekonomikou světa. EU má dlouhodobě aktivní saldo běžného účtu platební bilance a nízkou inflaci (zvláště v zemích bývalé „patnáctky“); finanční krize let 2008–2009 však vážně postihla především jižní státy. Ty se dostaly do ekonomických obtíží s narůstající měrou nezaměstnanosti a rostoucím veřejným dluhem. Zatímco státy střední, západní a severní Evropy často přestály krizi s pouhým zpomalením tempa ekonomického růstu, státy v jižní části EU se obvykle propadly do hospodářské recese.
EU je významným aktérem mezinárodního obchodu. Export z členských zemí dosahoval v roce 2016 15,6 % celkového světového exportu, což řadí EU na druhé místo světových vývozců za Čínu a před Spojené státy. Přes 64 % celkového objemu obchodu členských států EU se odehrává mezi těmito zeměmi navzájem.
Od velké recese v roce 2009 se v EU prohlubuje dluhová krize některých členských států. Situace je špatná zejména v Řecku, ale také v Itálii, Portugalsku, Belgii nebo Španělsku.

### Ekonomické rozdíly mezi členskými státy
HDP i další ukazatele životní úrovně se v jednotlivých členských státech liší. Nejvyšší HDP na obyvatele v paritě kupní síly má Lucembursko, nejnižší pak Bulharsko. Ekonomické rozdíly mezi starými a novými zeměmi (které přistoupily v roce 2004 a později) jsou stále patrné, a to v mnoha ukazatelích. Mezi ekonomicky nejméně vyspělé části patří především regiony z Bulharska, Rumunska, Polska a Maďarska, některé chudší regiony ale můžeme najít i v Řecku či ve Francii.

### Koordinace hospodářských politik členských zemí
V rámci EU je většina hospodářských aktivit buď koordinována na mezivládní úrovni (např. sociální politika), nebo je zcela v pravomoci institucí Evropské unie (např. obchodní politika). Implementace politik (pravomoc vydávat direktivy a uzavírat mezinárodní dohody) v ekonomické oblasti tedy podléhá různému stupni koordinace ze strany institucí Evropské unie.
Do výhradní kompetence EU, resp. příslušných institucí spadají například opatření v oblasti obchodní politiky, celní problematiky, nebo měnové politiky států, které používají euro.
Sdílené pravomoci podléhající dohodám na mezivládní úrovni má Evropská unie se členskými státy například v oblastech jednotného vnitřního trhu, dopravy, ochrany spotřebitelů, životního prostředí, energetiky, zemědělské nebo sociální politiky. Nezávazným způsobem EU také koordinuje například oblasti zahraniční, bezpečnostní a obranné politiky, výzkumu a vývoje či politiky zaměstnanosti.

### Evropský jednotný trh

Evropský jednotný trh:
Členské státy Evropské unie
Státy mimo EU, které se účastní na jednotném trhu s výjimkami (mimo to jsou členové ESVO)
Státy mimo EU, které jsou součástí Stabilizačního a asociačního procesu (SAA) a zároveň jsou také kandidáti nebo potenciální kandidáti pro vstup do EU
Státy mimo EU, které se účastní na Evropské celní unii
Severní Irsko – částečně zapojené do E. jednotného trhu zboží
Státy mimo EU, které se účastní na jednotném trhu ve vybraných sektorech skrze DCFTA

Jednotný vnitřní trh je prostor bez vnitřních hranic, definovaný Maastrichtskou smlouvou, kterého se účastní všechny státy EU. Několik dalších zemí je zapojeno v různě omezené míře. Evropský jednotný trh zajišťuje zejména:
- tzv. čtyři základní svobody: volný pohyb zboží, osob, služeb a kapitálu
- neexistenci technických překážek obchodu (rozdíly technických požadavků, různé stupně ochrany duševního vlastnictví apod.)
- snižování administrativy v daňové oblasti

Smyslem jednotného trhu je snaha o ekonomický růst, zvyšování životní úrovně a celkové posilování států EU v mezinárodní ekonomice. Z funkčního vnitřního trhu mají prospěch zejména občané a firmy členských států EU a dalších přidružených zemí.

### Evropská měnová unie

Eurozóna
Členské státy EU, které jsou mimo eurozónu
Země používající euro de facto

Dvacet zemí EU (Belgie, Estonsko, Finsko, Francie, Chorvatsko, Irsko, Itálie, Kypr, Litva, Lotyšsko, Lucembursko, Malta, Německo, Nizozemsko, Portugalsko, Rakousko, Řecko, Slovensko, Slovinsko a Španělsko) je navíc členy eurozóny, což znamená, že na jejich území platí společná měna euro; další země ho plánují zavést. Podmínkou pro přijetí eura jsou tzv. konvergenční nebo Maastrichtská kritéria:
- průměrná míra inflace země v období jednoho roku před prověřením o vstupu do závěrečného stadia nesmí převýšit o více než 1,5 procentního bodu průměrnou míru inflace tří zemí s nejnižší mírou inflace
- dlouhodobá nominální úroková míra nesmí v roce před prověřením země o možnosti vstupu do závěrečného stadia převýšit o více než 2 procentní body průměrnou úrokovou míru tří zemí s nejnižší mírou inflace
- deficit veřejných financí nesmí převýšit 3 % HDP a státní dluh nesmí převýšit 60 % HDP v době, kdy bude EU prověřovat vstup do EMU (kritérium státního dluhu se považuje za splněné, pokud se podíl dluhu na HDP dlouhodobě snižuje)[108]
- měnový kurz členské země nesmí překročit rozpětí dané Evropským měnovým systémem (ERM II) a alespoň dva roky před prověřením možnosti vstupu do závěrečného stadia nesmí členská země devalvovat svou měnu oproti měnám ostatních členských zemí EU.

### Financování a rozpočet EU
Evropská unie je mezinárodní organizace, která se vyznačuje specifickou hloubkou provázanosti svých členů. Má i vlastní rozpočet, který tuto specifiku reflektuje. Cílem rozpočtu je financování výdajů spojených s prioritami EU, jako například vyrovnávání rozdílů mezi prosperitou jednotlivých států a regionů. Velkou váhu má podpora zemědělské politiky, ale také bezpečnosti členských států, ochrana spotřebitelů a životního prostředí. Řádný rozpočet Evropské unie je určen k financování politik EU, administrativních výdajů početných evropských institucí a na další účely. Na rozdíl od národních rozpočtů musel být doposud[kdy?] vždy „vyrovnaný“, nepřipouští se tedy rozpočtové deficity. Podle rozpočtového rámce na období 2014–2020 odpovídal rozpočet 1,02 % hrubého národního produktu (HNP) celé unie, tedy přibližně 1 033 miliard eur.
Příjmy rozpočtu EU pocházejí z následujících zdrojů:
1. Vlastní zdroje, zahrnující například importní cla na zboží pocházející mimo EU;
2. Příjmy z daně z přidané hodnoty (DPH), sestávající z procenta (obvykle 0,3 %) DPH každé členské země;
3. Příjmy odvozené od procenta hrubého národního produktu členských zemí, obvykle kolem 0,7 % HNP;
4. Další zdroje zahrnující odvody z příjmů zaměstnanců Unie, bankovní úroky, pokuty a příspěvky od zemí mimo EU.

Návrh rozpočtu vypracovává Evropská komise a předkládá jej ke schválení Radě EU. Evropský parlament má možnost úprav tohoto návrhu, nemá však poslední slovo.

## Česká republika a Evropská unie
Československo se po sametové revoluci v roce 1989 začalo orientovat na západní země sdružené různými institucemi jako EHS a uzavřelo s nimi tzv. asociační dohody, v rámci nové koncepce zahraniční politiky tzv. „Návrat do Evropy“. Nově bylo potřeba vztahy řešit v roce 1993, kdy vznikla samostatná Česká republika a v listopadu oficiálně Evropská unie a také byla stanovena tzv. kodaňská kritéria rozšiřování unie.

### Přístupová jednání
Česká republika podala žádost o členství v EU prostřednictvím předsedy vlády Václava Klause 17. ledna 1996. Česká zahraniční politika měla vstup do EU jako jednu z prioritních oblastí. Přístupový proces měl významné dopady také na domácí politickou a ekonomickou situaci (např. nutnost postupné implementace acquis communautaire do českého právního řádu). V červenci 1997 vydala Evropská komise Agendu 2000, která se stala základním metodologickým dokumentem k přijímání nových členských zemí. Agenda obsahovala základní zásady pro přijímání nových členských zemí a metodiku zpracování posudků na nově přistupující země ohledně plnění nutných podmínek členství v EU. Na jejím základě Evropská komise doporučila zahájit přístupová jednání s Českou republikou, Estonskem, Kyprem, Maďarskem, Polskem a Slovinskem, která byla zahájena v březnu 1998. I v následujících letech vydávala EK každoroční posudky hodnotící pokroky kandidátských zemí v ekonomické, právní, politické i dalších oblastech. Na helsinském summitu v roce 1999 byly zahájeny přístupové rozhovory s dalšími kandidátskými zeměmi: Bulharskem, Litvou, Lotyšskem, Maltou, Rumunskem a Slovenskem (tzv. Helsinská skupina, skupina, v níž byla i Česká republika, se nazývala Lucemburská).
Kvůli zprůhlednění a zjednodušení vyjednávání se celé acquis communautaire rozdělilo do 31 kapitol (tzv. screening – tabulka vpravo udává data uzavření kapitol Českou republikou). Vyjednávání probíhalo formou mezivládních konferencí členských států EU (jednání vždy řídila předsednická země EU) s kandidátskými zeměmi. Pro vstup nových členů byla důležitá ratifikace Smlouvy z Nice v roce 2003, která připravila evropské instituce na dosud největší rozšíření v dějinách. V prosinci 2002 byla v Kodani s deseti kandidátskými státy uzavřena přístupová jednání. Smlouva o přistoupení byla podepsána v dubnu 2003 v Athénách; datem vstupu byl 1. květen 2004. Smlouvy o přistoupení ratifikovaly národní parlamenty stávajících členských zemí EU a také Evropský parlament. Některé přistupující státy ratifikovaly vstup do EU v parlamentu, některé zvolily referendum včetně ČR, kde v červnu 2003 hlasovalo pro vstup 77,3 % voličů, volební účast byla 55,2 %. Ke vstupu ČR do EU došlo 1. května 2004 v rámci pátého – tzv. východního – rozšíření EU.
Česká republika se stala plnoprávným členem Evropské unie s přechodnými obdobími vyjednanými v přístupové smlouvě.
V červenci 2007 přijala Evropská komise priority rozvoje České republiky specifikované v Národním strategickém referenčním rámci pro období 2007–2013. Ten určoval strategii čerpání finanční pomoci v souladu s Lisabonskou strategií a pro ČR alokoval prostředky ve výši 26,69 miliard eur.
Pro programové období 2014–2020 byly vytvořeny nové strategické cíle pro financování. Dokument nahrazující Národní strategický referenční rámec, Dohoda o partnerství, definuje využívání fondů EU v tomto období a nastavuje nové operační programy. Pro Českou republiku byly v rámci tohoto rámce vyčleněny prostředky ve výši necelých 24 miliard eur.

### ČR a EU v současnosti
Česká republika se řadí mezi čisté příjemce ze společného evropského rozpočtu. Dle informací Ministerstva financí ČR odvedla ČR od svého vstupu do EU v květnu 2004 do konce roku 2018 do společného rozpočtu EU 565 miliard Kč, oproti tomu získala přes 1,31 bilionu Kč. Celkově tak Česká republika má kladné saldo okolo 741,3 miliard Kč. Tato bilance znamená, že ČR získala od EU na každého obyvatele zhruba 70 tisíc Kč.
Nejvíce prostředků z rozpočtu EU získala Česká republika přes strukturální fondy a tzv. Fond soudružnosti. Peníze z těchto fondů jsou určeny k vyrovnávání ekonomických rozdílů mezi jednotlivými regiony a zeměmi EU. Skrze ně se realizuje celá řada tzv. operačních programů (například Operační program Doprava, Operační program Podnikání a inovace pro konkurenceschopnost, Operační program Vzdělávání pro konkurenceschopnost, Operační program Životní prostředí a řada dalších), jejichž cílem je mimo jiné zkvalitnění dopravní infrastruktury, podpora malých a středních podniků, zvýšení zaměstnanosti, nebo zlepšení zdraví a životního prostředí.
Během deseti let od vstupu Česka do EU se více než zdvojnásobil počet zahraničních zaměstnanců v Česku.
Podle agentury STEM od roku 2010 postupně klesal podíl lidí v Česku, kteří pozitivně hodnotili fungování Evropské unie. Podle průzkumu CVVM z roku 2018 poprvé od roku 2010 meziročně vzrostla důvěra Čechů v Evropskou unii, evropskému projektu věřilo celkem 44 % obyvatel (stejný podíl pak vyjádřil k projektu nedůvěru). Obyvatelé ČR nejvíce oceňovali příliv peněz z evropského rozpočtu, dále pak možnost studia a práce v zahraničí. Mezi negativními důsledky členství v EU nejčastěji zmiňovali nárůst byrokracie. Podle průzkumu Behavio Labs, STEM a Europeum publikovaného v dubnu 2019 si přála odejít z Evropské unie pouze desetina obyvatel země. Podle dalšího průzkumu agentury Median vnímalo po 15 letech vstup ČR do Evropské unie pozitivně 60 % obyvatel Česka, zatímco podle 30 % se vstup do EU nevyplatil. V roce 2024 byla se členstvím v EU spokojena přibližně polovina obyvatel.

## Obyvatelstvo

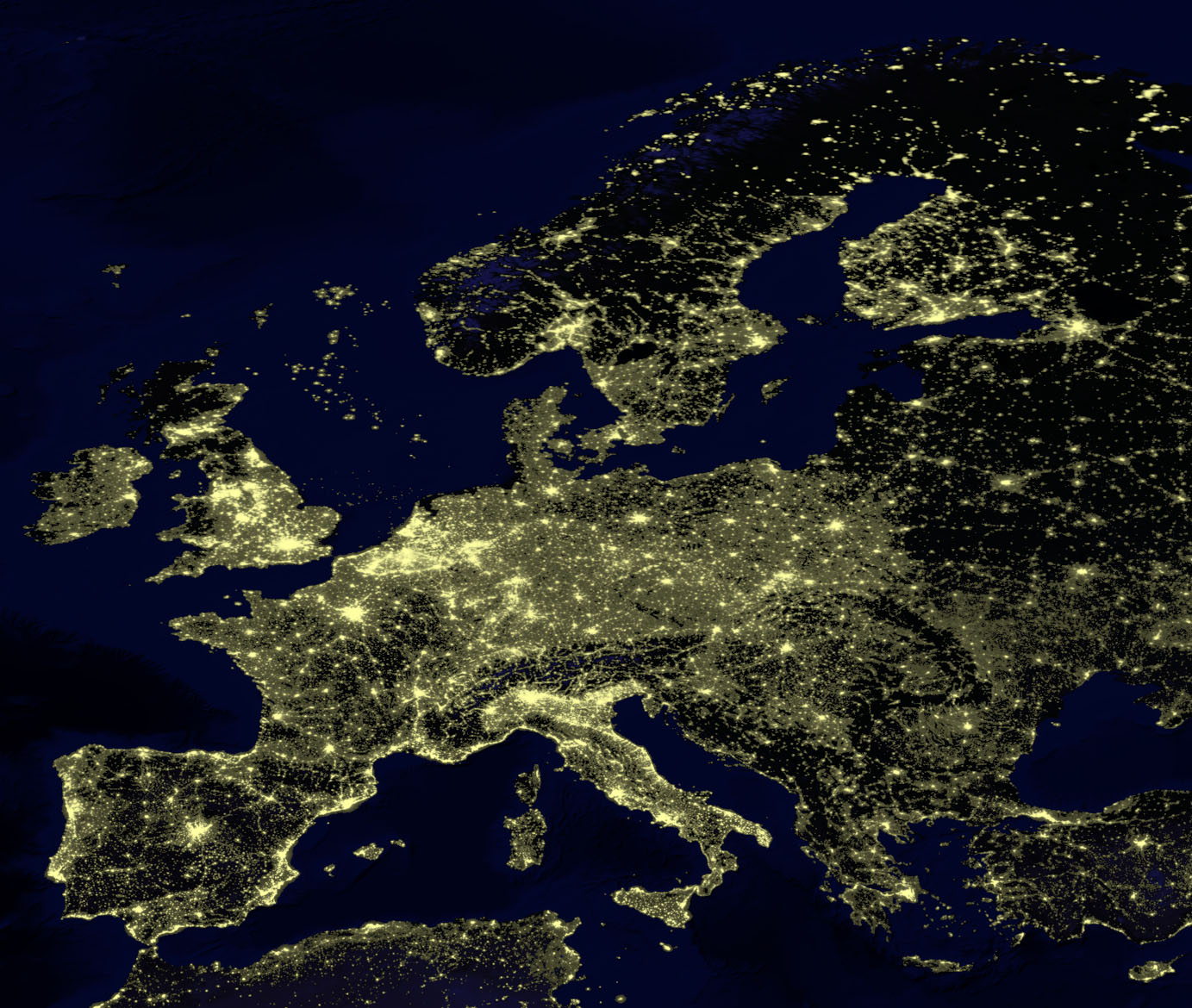
S hustotou zalidnění 114 obyvatel/km² patří Evropská unie mezi hustě zalidněné oblasti světa.

Evropská unie (EU) představuje vysoce zalidněnou a kulturně rozmanitou oblast 27 členských států. V roce 2024 v ní žilo přibližně 449 milionů lidí, což odpovídá 5,5 % světové populace. Hustota zalidnění v celé EU činila 106 obyvatel na kilometr čtvereční, což je více než světový průměr. Nejvyšší hustota je v oblastech střední a západní Evropy, někdy označovaných jako „modrý banán“, naopak Švédsko a Finsko na severu jsou osídleny mnohem řidčeji. 
Nejlidnatějším členským státem je Německo s 83 miliony obyvatel, zatímco nejméně lidnatým členským státem je Malta s 500 tisíci obyvateli. Porodnost je v EU nízká; v průměru připadá na jednu ženu 1,5 dítěte. Nejvyšší je porodnost v Irsku, kde je 16,9 ‰ a ve Francii, kde je 13 ‰. Nejnižší porodnost má v EU Německo s 8,2 ‰.

### Náboženství
EU nemá formální vazbu na žádné náboženství. Článek 17 Smlouvy o fungování Evropské unie uznává „status církví a náboženských sdružení podle vnitrostátního práva“, jakož i „filozofických a nekonfesních organizací“. Preambule Smlouvy o Evropské unii zmiňuje „kulturní, náboženské a humanistické dědictví Evropy“.
Mezi křesťany v EU patří katolíci římského i východního ritu, četné protestantské denominace, přičemž většinu protestantských církví tvoří luteráni, anglikáni a reformovaní věřící, a východní pravoslavná církev. V roce 2009 měla EU odhadem 13 milionů muslimů,[zdroj?] a odhadem přes milion židovských obyvatel.[zdroj?] V populaci EU jsou zastoupena i další světová náboženství, jako je buddhismus, hinduismus a sikhismus.
EU má významnou náboženskou rozmanitost, která se zrcadlí v rozmanitosti dějin a kultury. Nominální většina obyvatel vyznává křesťanství, převážně římský katolicismus, protestantství a pravoslaví. Navzdory tomu ne všechny státy EU mají křesťanské většiny (v Česku a Estonsku mají například většinu ateisté).
Nedávný příliv přistěhovalců do bohatých států EU s sebou přinesl množství různých náboženství, která dotyční vyznávali ve svých rodných vlastech. Patří mezi ně islám, hinduismus, buddhismus, sikhismus a Bahá’í. Judaismus má v Evropě dlouhou historii a Židé žili pokojně s ostatním obyvatelstvem po celá staletí, navzdory stoletím, kdy byli Židé diskriminováni, perzekvováni a nakonec na nich byla spáchána genocida v podobě holocaustu. V Evropě má rovněž tradici sekularismus, který přispěl k vzestupu ateismu a agnosticismu.

### Jazyk
Většina z úředních jazyků 27 členských zemí má status oficiálního jazyka Evropské unie. K březnu 2025 tak měla EU celkem 24 úředních jazyků (nejnovějšími úředními jazyky jsou irština, bulharština, rumunština a úplně poslední chorvatština). Ne všechny národní jazyky dostaly status úředních jazyků EU. Mezi ně patří lucemburština, od roku 1984 oficiální jazyk Lucemburska, a turečtina, oficiální jazyk na Kypru. Nejvíce používaným jazykem EU je angličtina, kterou hovoří na 51 % obyvatel unie. Tento vysoký podíl je dán tím, že 38 % občanů EU používá angličtinu jinak než jako svůj mateřský jazyk (tj. buď druhý jazyk nebo cizí jazyk). Nejvíce používaným mateřským jazykem je němčina, kterou mluví 18 % obyvatel EU.

### Imigrace
Mezi lety 2010 až 2013 imigrovalo do Evropské unie každý rok okolo 1,4 milionu lidí. V roce 2016 získalo občanství v členských státech Evropské unie 995 000 lidí. V roce 2017 obdrželo občanství v EU přes 825 000 imigrantů, nejvíce z Maroka, Albánie, Indie, Turecka a Pákistánu. Ve stejný rok do Evropské unie imigrovalo 2,4 milionu lidí z nečlenských států.

## Kultura
Titul Evropské hlavní město kultury je vždy na jeden rok propůjčován Evropskou unií jednomu či více evropským městům, která tak mají po celý rok možnost představit Evropě svůj kulturní život a jeho rozvoj. Původně byla tato města volena na základě kulturní historie, naplánovaných akcích a schopnosti projekt podpořit finančními prostředky a infrastrukturou.